# Мозаїка

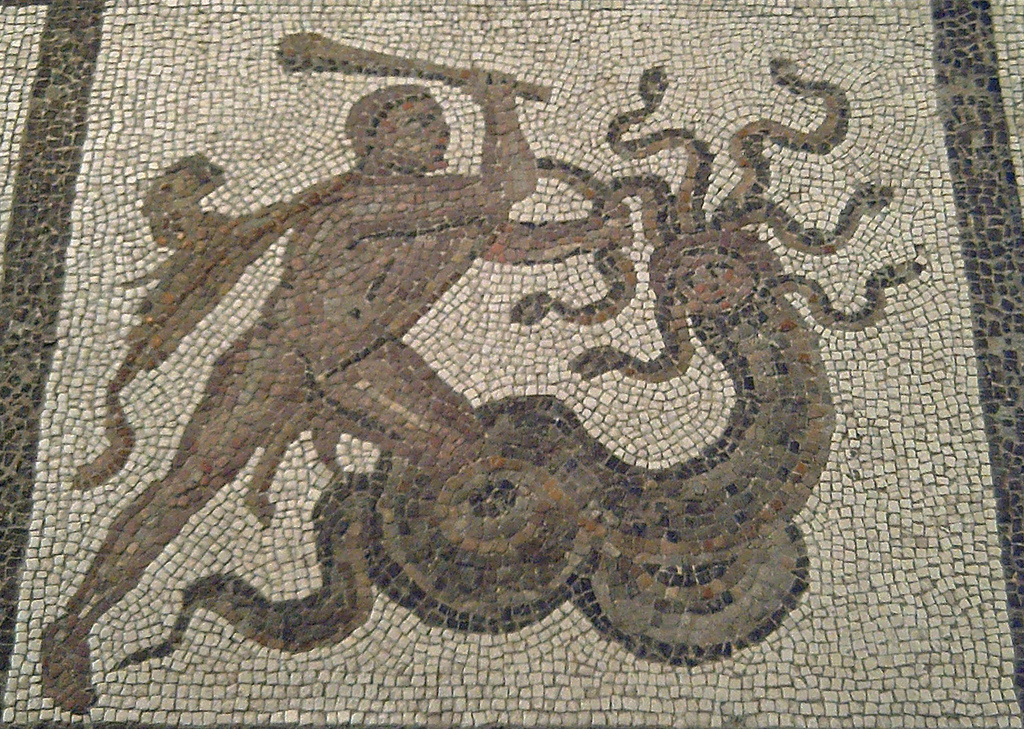
Геракл перемагає Лернейську гідру. Національний археологічний музей Іспанії.

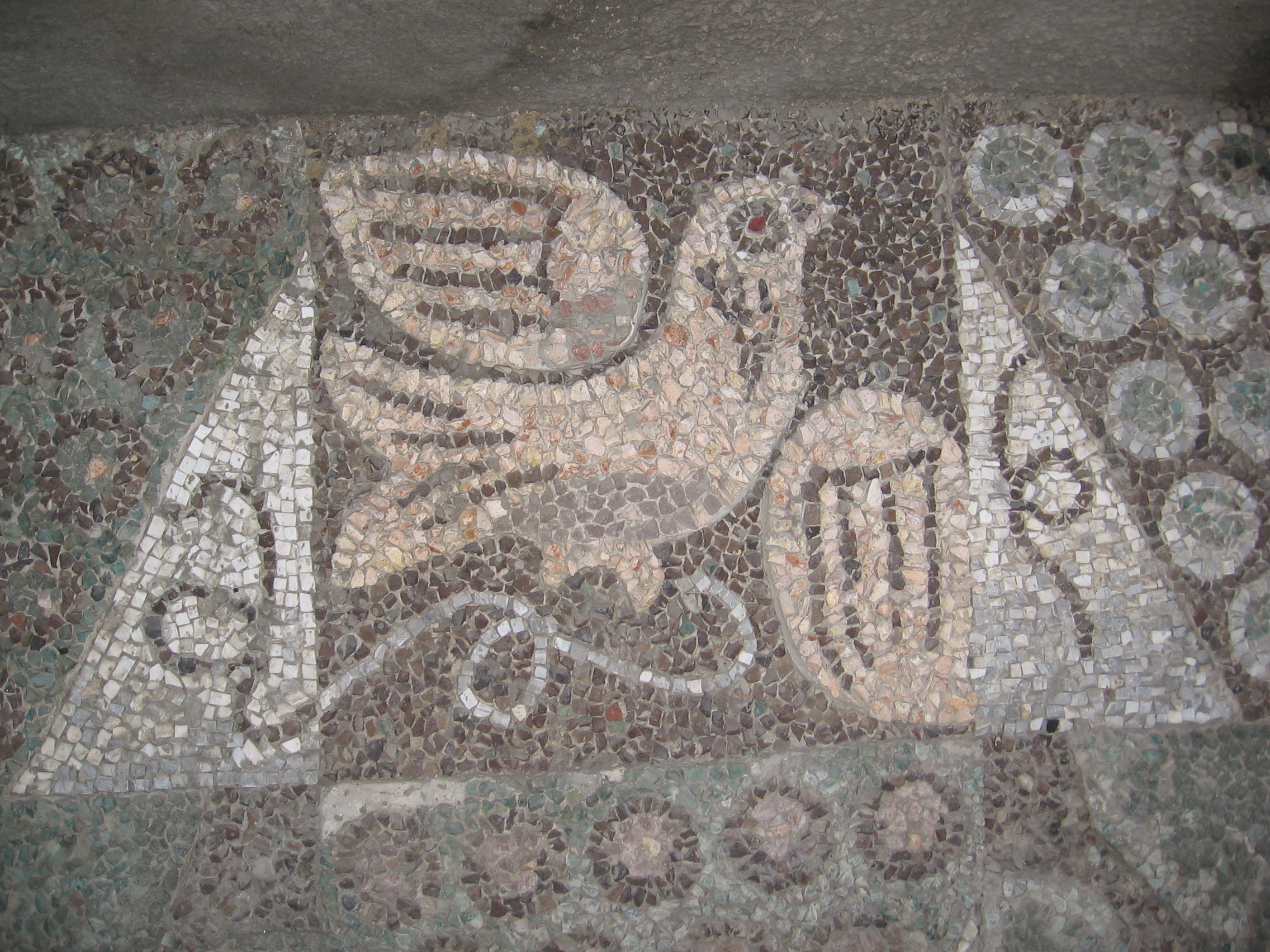
Фрагмент мозаїки, українські народні мотиви. Розпис на трасі «Сімферополь-Ялта», Крим.

Моза́їка (фр. mosaïque, італ. mosaico, лат. musivum, букв. «присвячене музам»; грец. μοΰσα — «муза») — зображення чи візерунок, виконані з кольорових каменів, смальти, керамічних плиток, шпону та інших матеріалів.

## Класифікація за технологіями і матеріалами
- Давньогрецька мозаїка з камінців
- Давньоримська мозаїка
- Візантійська мозаїка (смальта)
- Флорентійська мозаїка
- Керамічна мозаїка
- Імітації мозаїк дешевими матеріалами (уламки посуду, кахлів тощо)
- Цензурна мозаїка — використовування пікселізації для приховування частин зображень у документальному кіно та теленовинах.

## Матеріали для мозаїк
В різні часи для мозаїк використовували різні матеріали. Найпростіші — дрібні камінці та морська галька.

### Морська галька

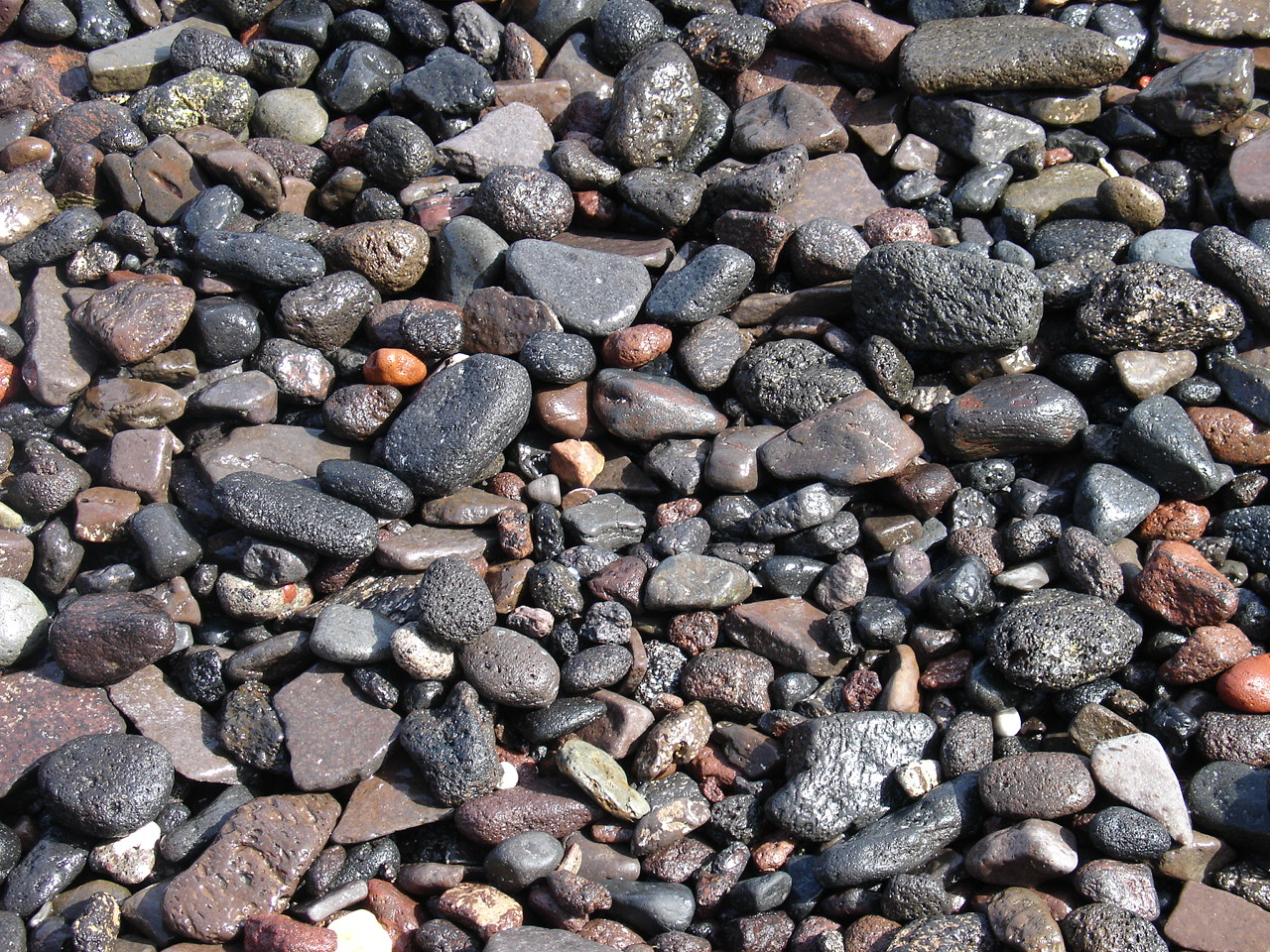
Галька базальтів і андезитів на пляжі острова Тірасія, (Санторіні, Греція)

Камінці для мозаїк могли різнитися за розміром, але помічено, що уніфікований розмір камінців надає широкі можливості для створення будь-яких складних орнаментів чи сюжетних композицій. Це помітили ще в добу Стародавньої Греції, де орнаментальні і сюжетні комозиції навіть в чорно-білому варіанті досягли довершеності і сприймались як досягнення в мистецтві. Довготривалість мозаїк рятує їх навіть у випадках війн чи природних лих. Від більшості античних споруд не збережено дахів і стін, але врятувались саме мозаїки на підлогах.
Морська галька і експерименти з нею надали також і нову технічну можливість її створення. Так, в умовах спекотного тропічного клімату в Іспанії викладали підлоги і ділянки подвір'я морськими камінцями, тісно укладеними на ребро. Такі підлоги поливали водою, що зменшувало спеку.

### Природні камені
Природні камені, подрібнені на необхідні уніфіковані частини, використовували, як в античності, так і нині. Серед них мармур, базальт, граніт тощо. Природні камені різного забарвлення помітно розширили кольорові гами мозаїк.
На відміну від інших корисних копалин, природні камені мають значно більше поширення в земній корі, беручи безпосередню участь у її будові.

### Смальти
Новий щабель розвитку мозаїчного мистецтва пов'язаний з варкою скла і використанням смальт, штучних камінців зі скла з додачею солей і оксидів різних металів. Винахід смальти і удосконалення технології її виробництва значно розширив колористичні і технологічні можливості мозаїк. Ці особливості смальт цінувало християнство як можливості відтворити в мозаїчних картинах увесь арсенал, як реалістичних, так і уявних, символічних та вкрай умовних категорій і догматів (Св. Трійця, фаворське світло, серафими).

### Кераміка, порцеляна, метали
У XIX–XX ст. стрімкий розвиток хімії і керамічних виробництв додали до матеріалів мозаїки кераміку, порцеляну (в обмежених кількостях) і шліфовані метали.
На базі Українського інституту Високомолекулярних сполук була розроблена мозаїка поліефірна, котра мала широку кольорову гаму, відрізнялась здатністю приймати будь-яку форму, характеризувалась високою стійкістю до природних і експлуатаційних чинників.
Серед новітніх матеріалів, запропонованих для мозаїк, — кольоровий керамограніт.
Таким чином, особливості технології створення матеріалів для мозаїк помітно розвинулися, зберігши всі різновиди в практиці від античності до сьогодення.

## Давні часи
Докладніше: Мозаїки з Делоса
Докладніше: Мозаїка Александра
Докладніше: Мозаїка Стародавнього Риму
Докладніше: Мозаїки Києва
Мистецтво мозаїки виникло в Античну епоху. Особливого розвитку дане мистецтво досягло у Стародавній Греції, де мозаїки набули широкого вжитку та часто застосовувались у благоустрої міст. Широко застосовувалася при оздобленні храмів, інших громадських будівель, у пізню Античність у приватних будинках.
Особливого поширення мозаїка набула у Візантії. Прикладами художньої довершеності мозаїки середньовічного мистецтва на теренах України є мозаїчна підлога в Десятинній церкві (X ст.), настінні мозаїки в Софійському соборі (XI–XII ст.) у Києві.

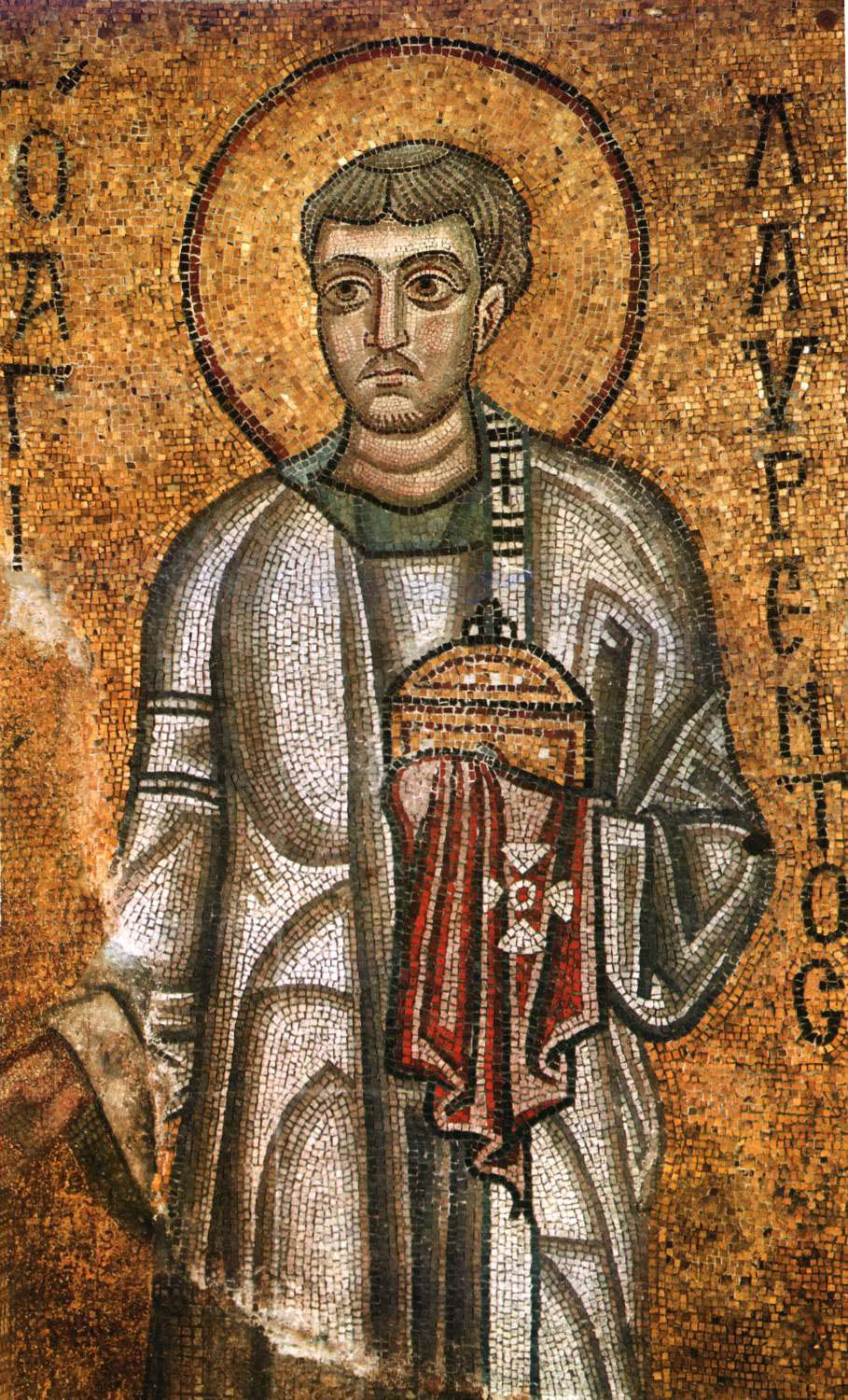
Архідиякон Лаврентій. Мозаїка Софійського собору в Києві, XI століття.
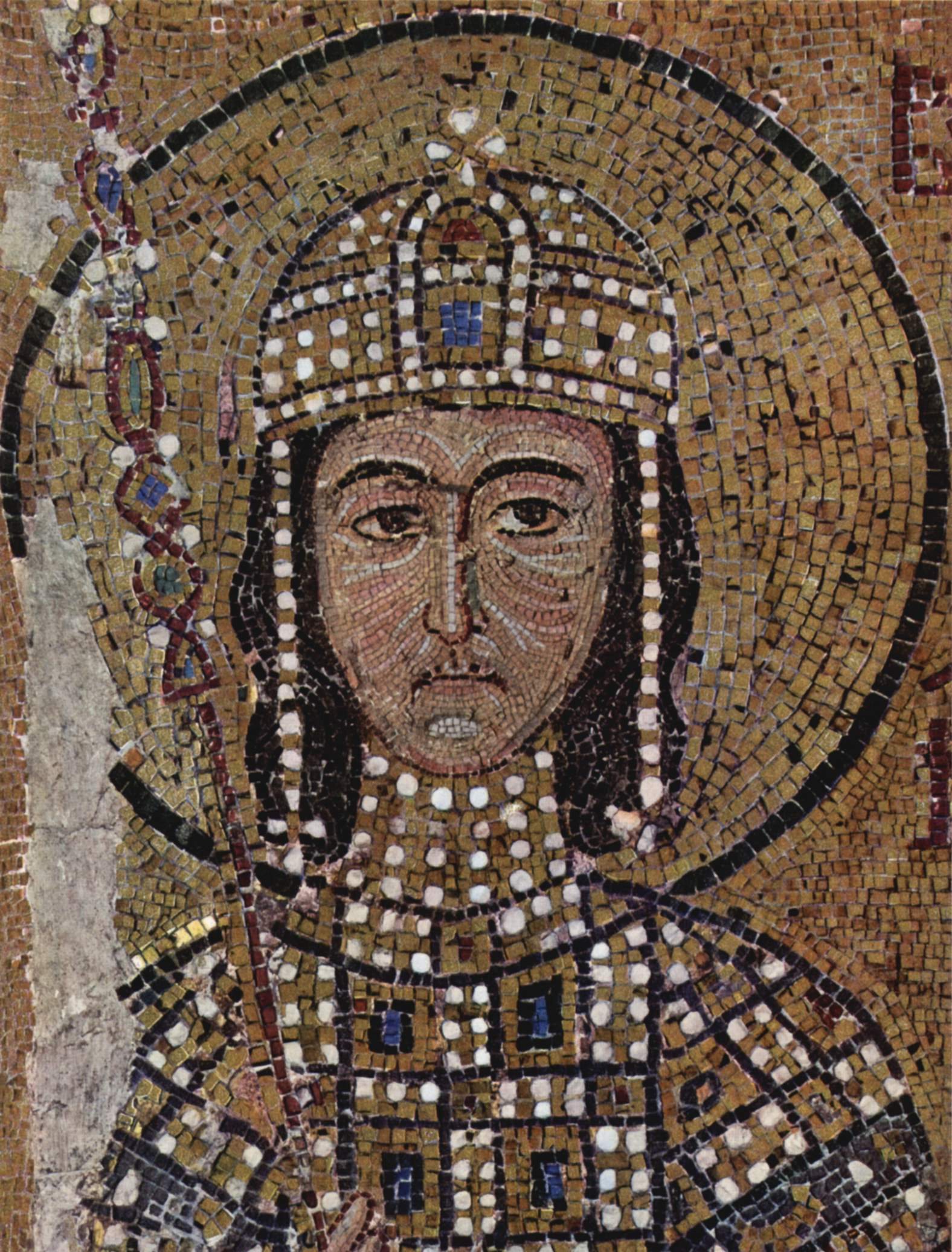
Імператор Олексій I Комнін, собор святої Софії, Константинополь
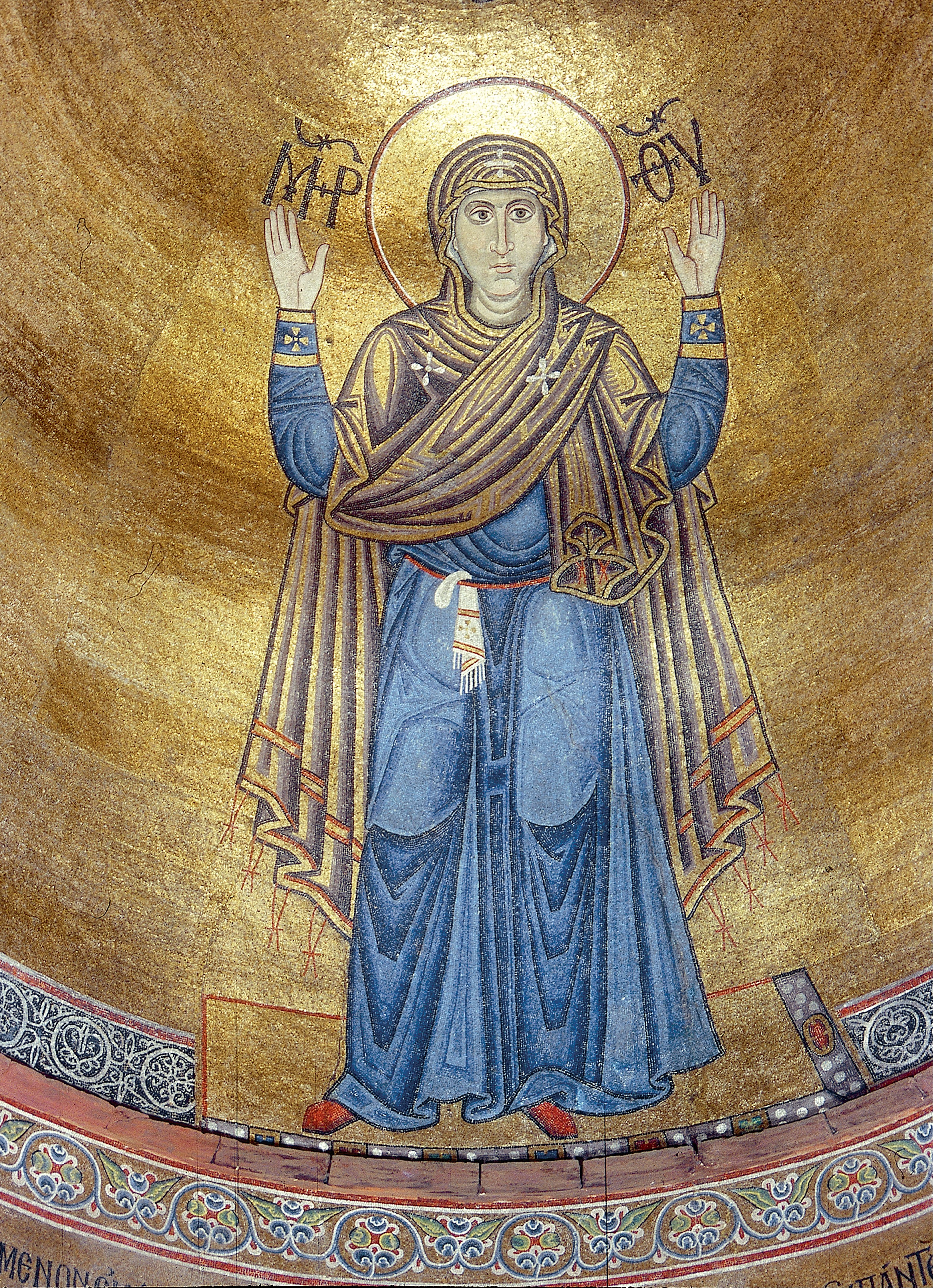
Богоматір Оранта (мозаїчний образ з собору Київської Софії)

Мозаїки Стародавнього Риму
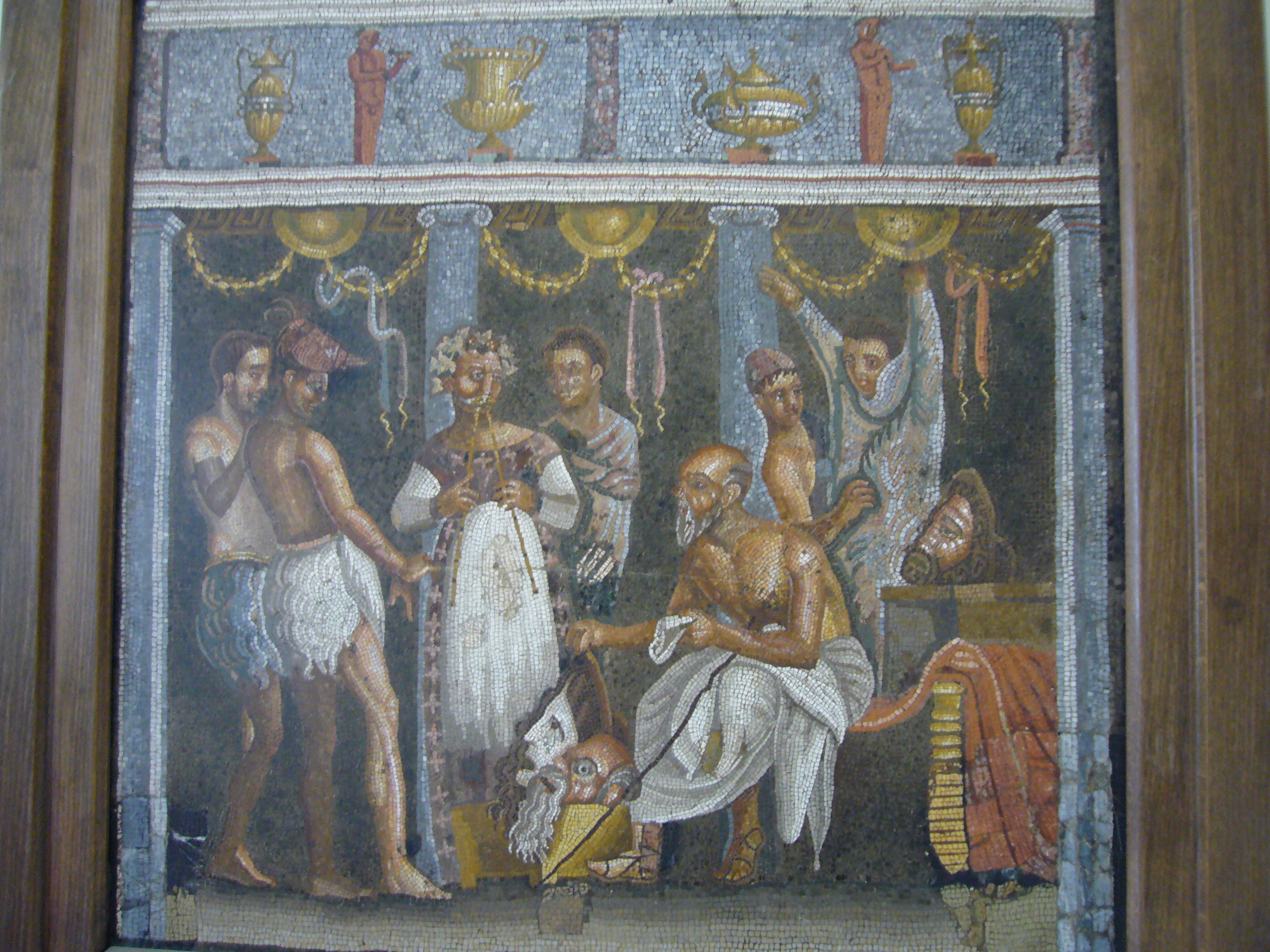
Мозаїка репетиції нової вистави акторами у масках у присутності поета-драматурга.
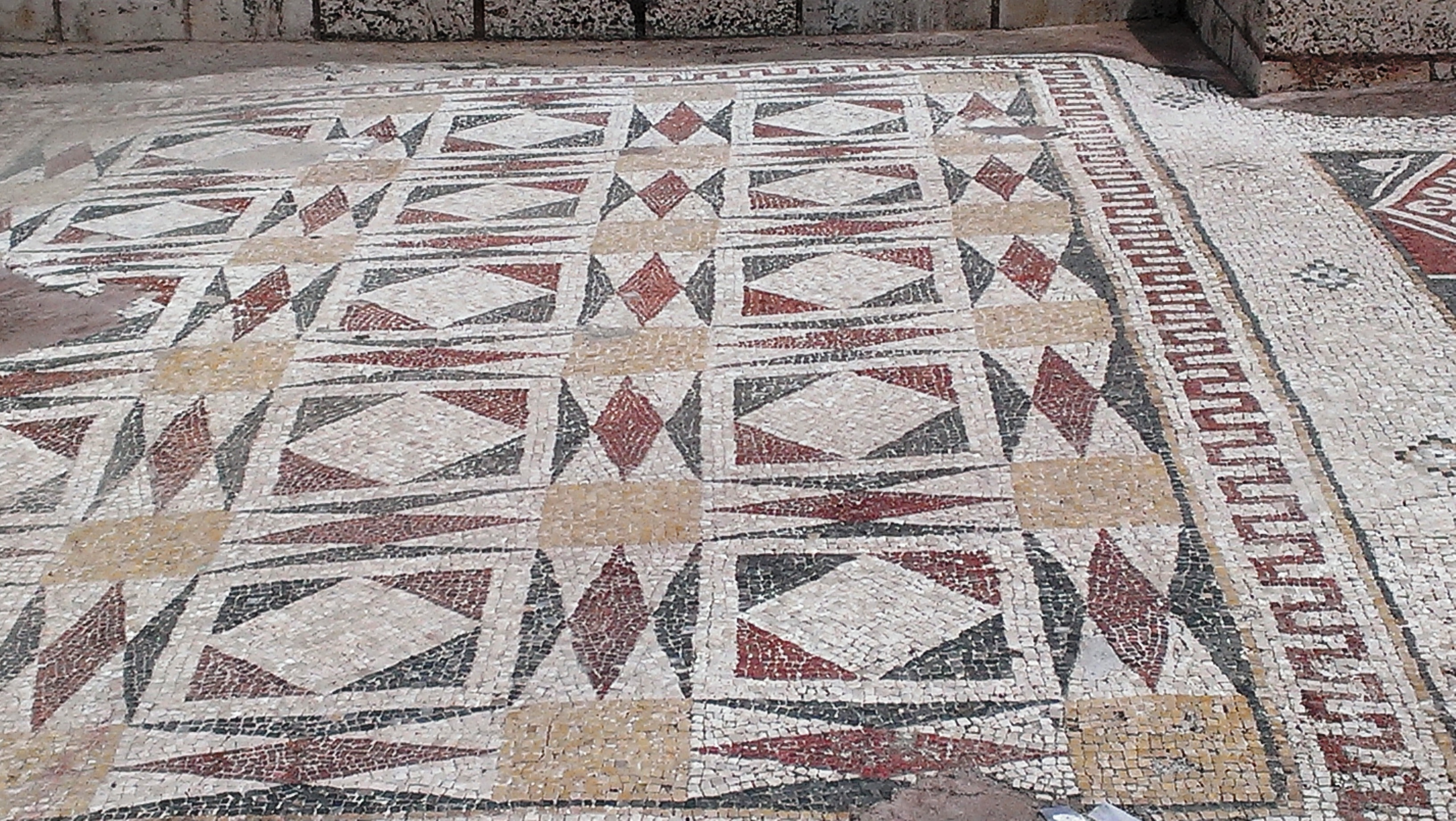
Мозаїка, знайдена у Цезареї.
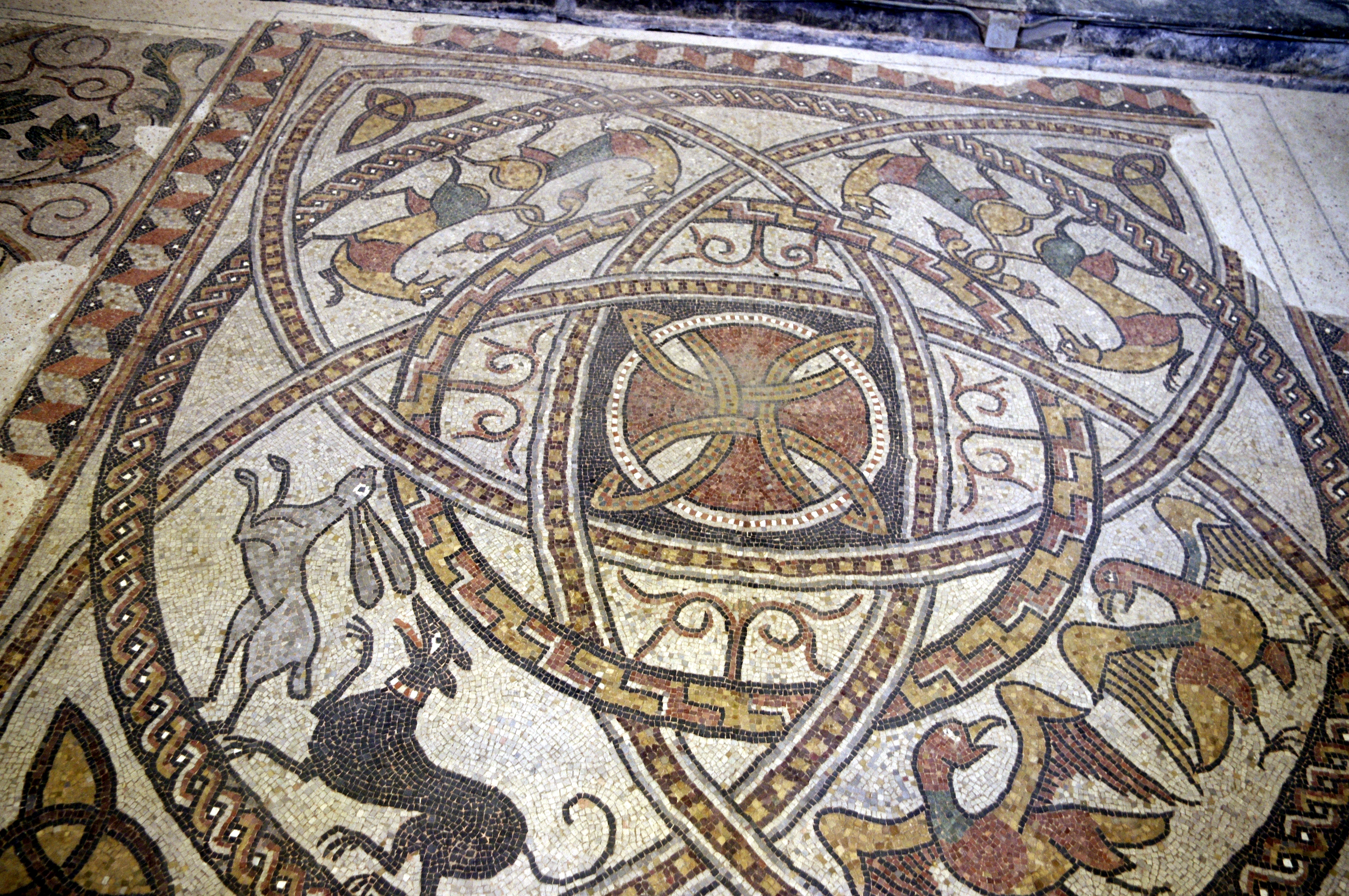
Декоративна мозаїка зі смугами і тваринами, Монастирська церква Сорд, Франція.
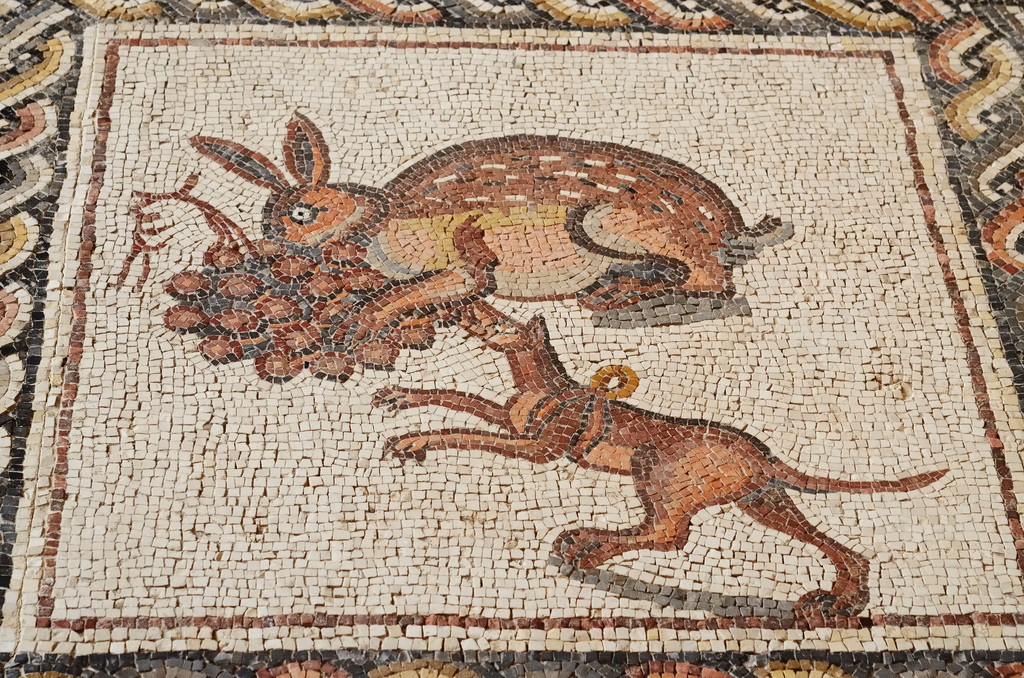
Мозаїка з природних камінців з зображенням зайця і собаки, знайдена у Ізраїлі.
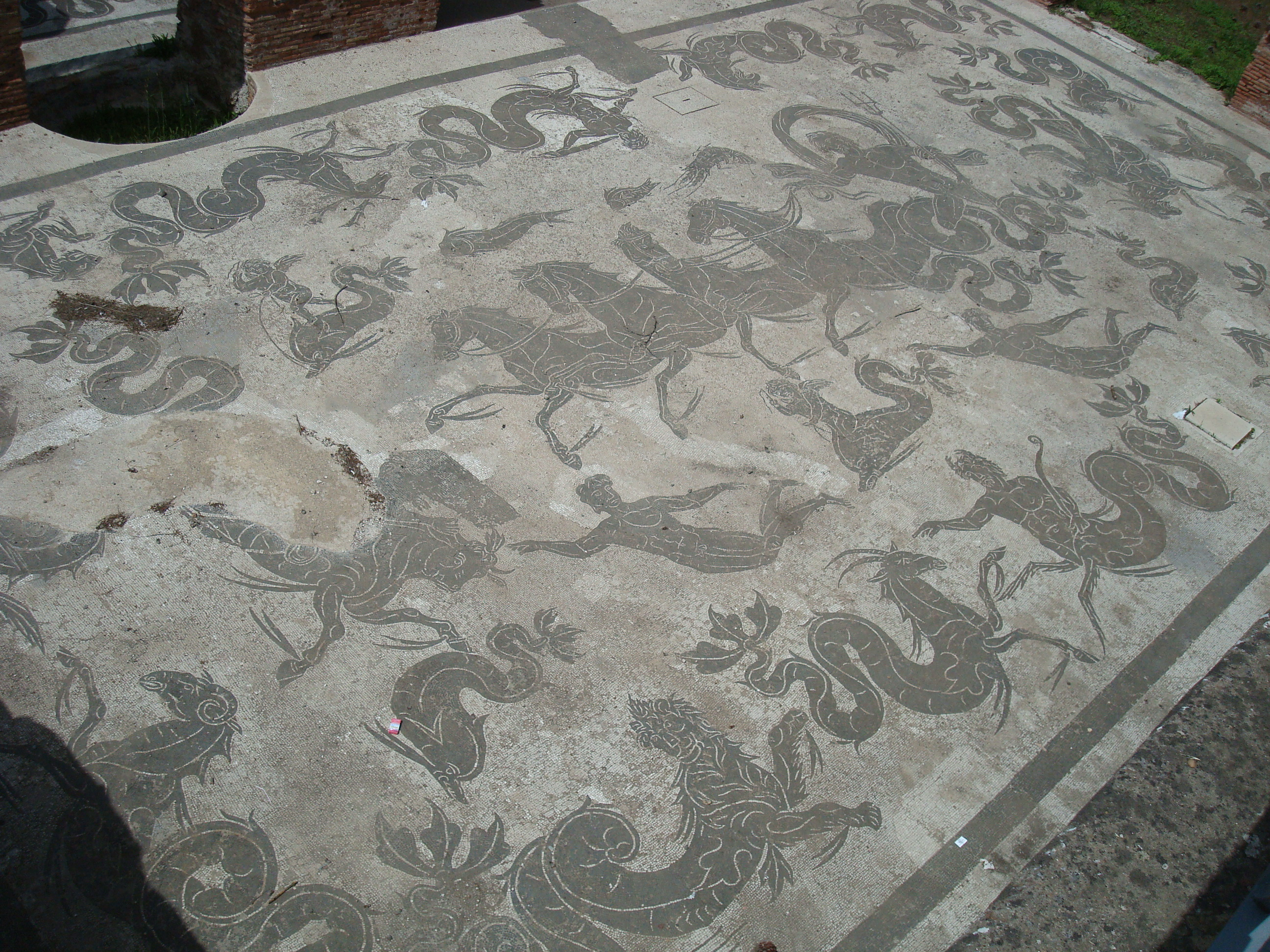
Мозаїка на підлозі лазні. Антична Остія, II ст. н. е.
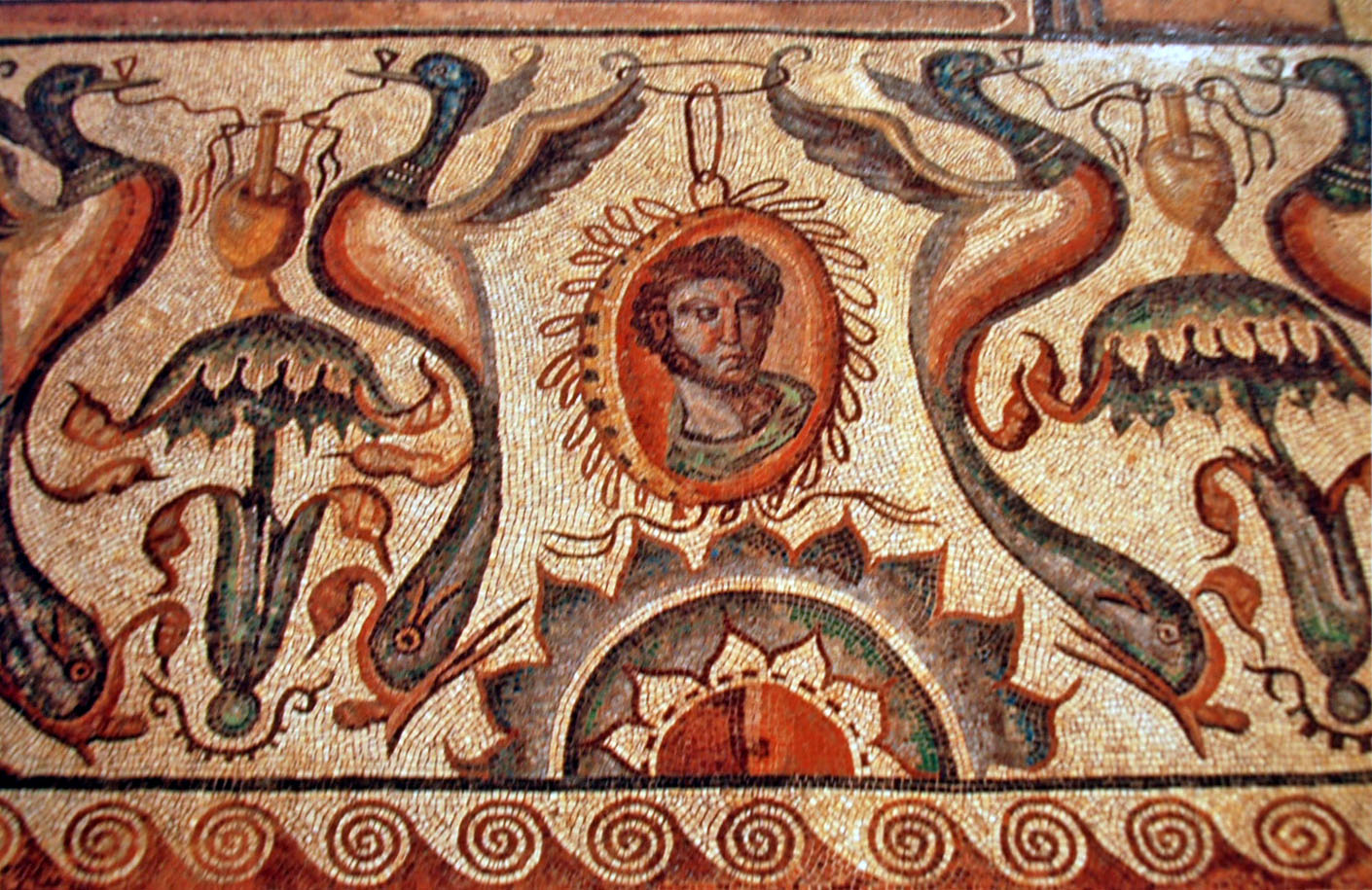
Декоративна давньоримська мозаїка, знайдена у Іспанії. Давньоримська вілла де ла Ольмеда.
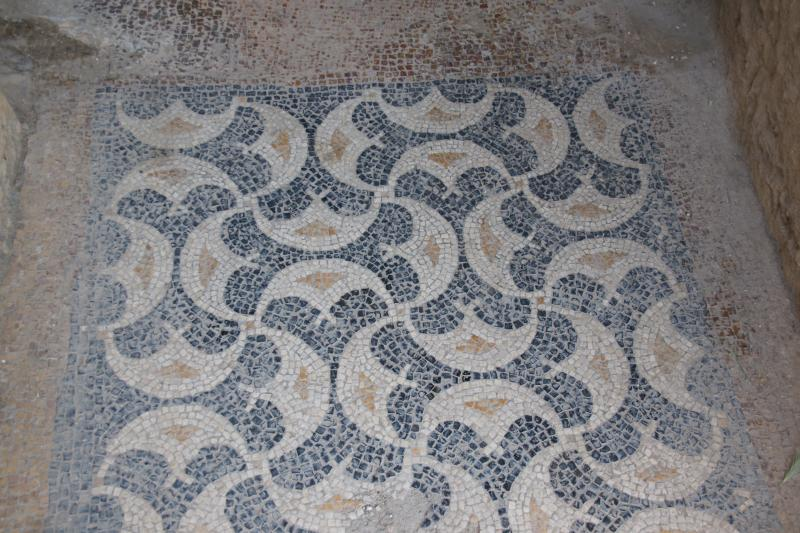
Добре збережена декоративна мозаїка, Музей Єджеміля, Алжир.
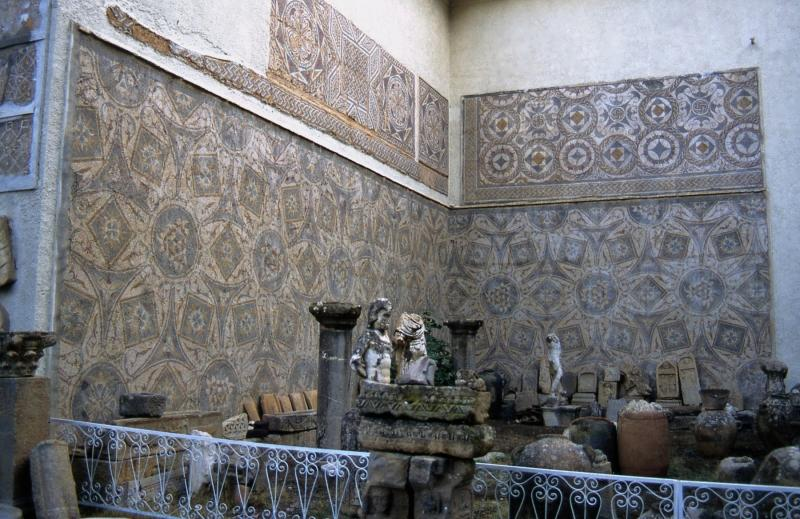
Залишки декоративних давньоримських мозаїк, Музей Єджеміля, Алжир.
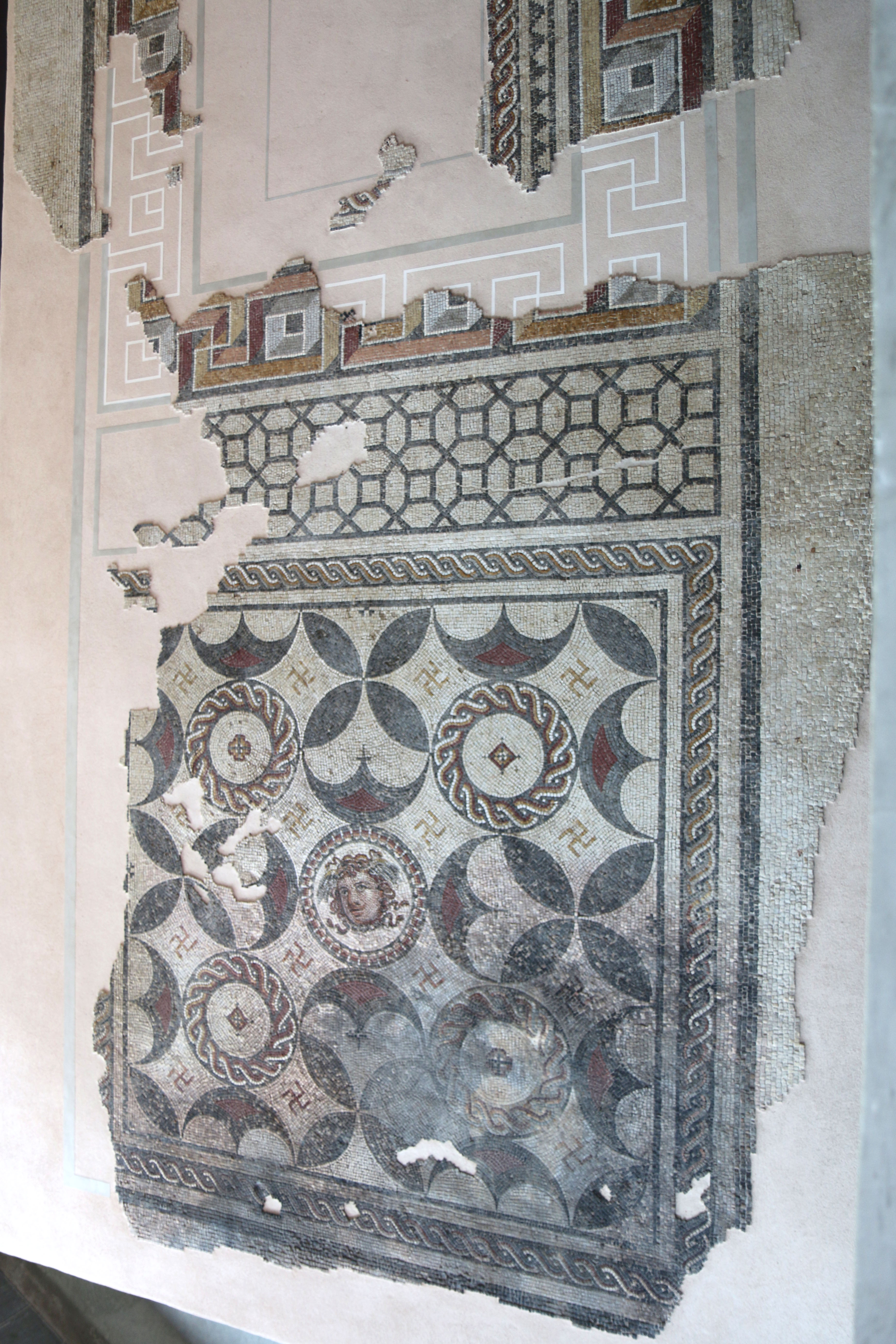
Давньоримська декоративна мозаїка, Музей, Арль, Франція.
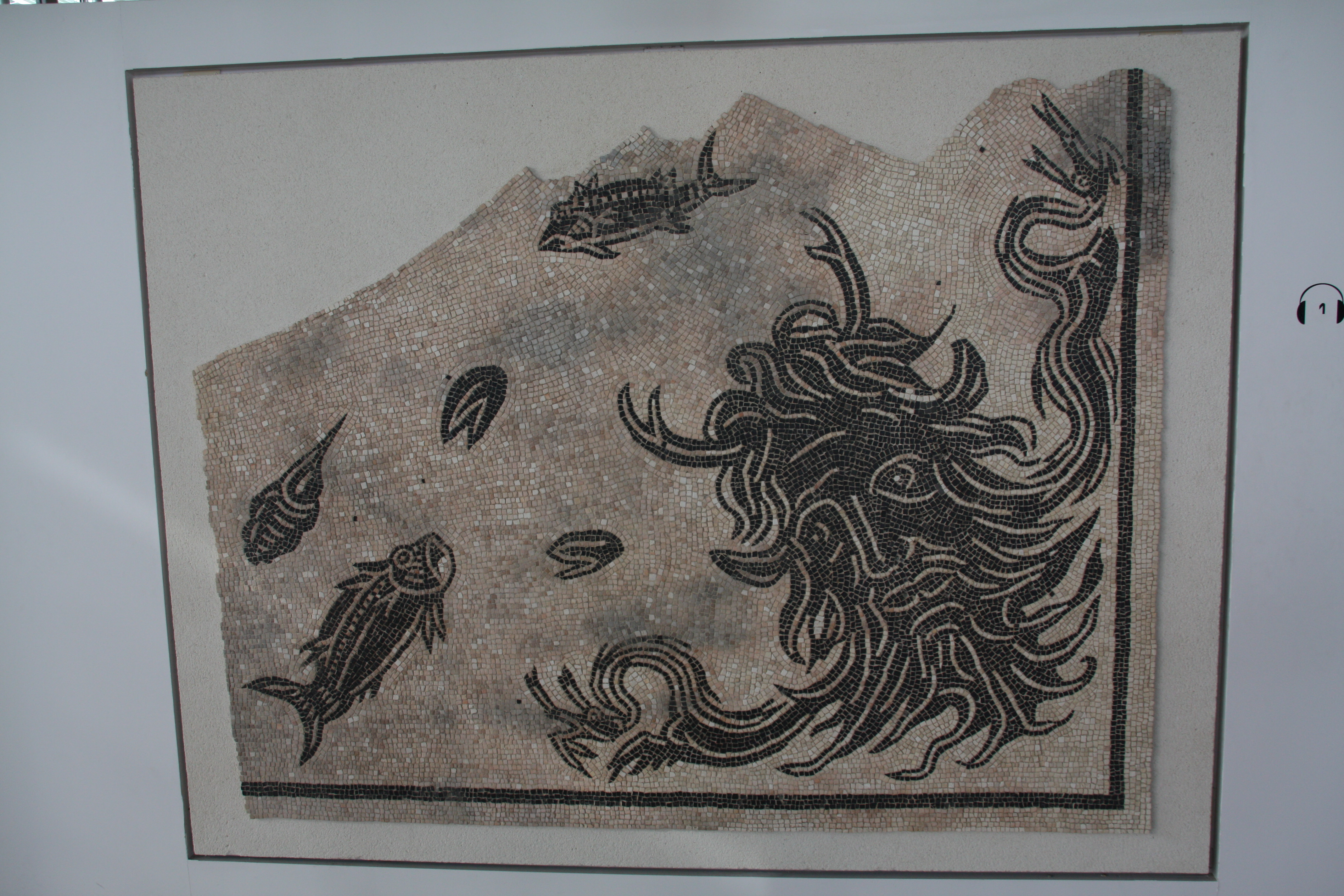
Кут мозаїчної композиції з маскароном і рибами, Галло-романський музей Сен-Роман-ан-Гал, Франція.
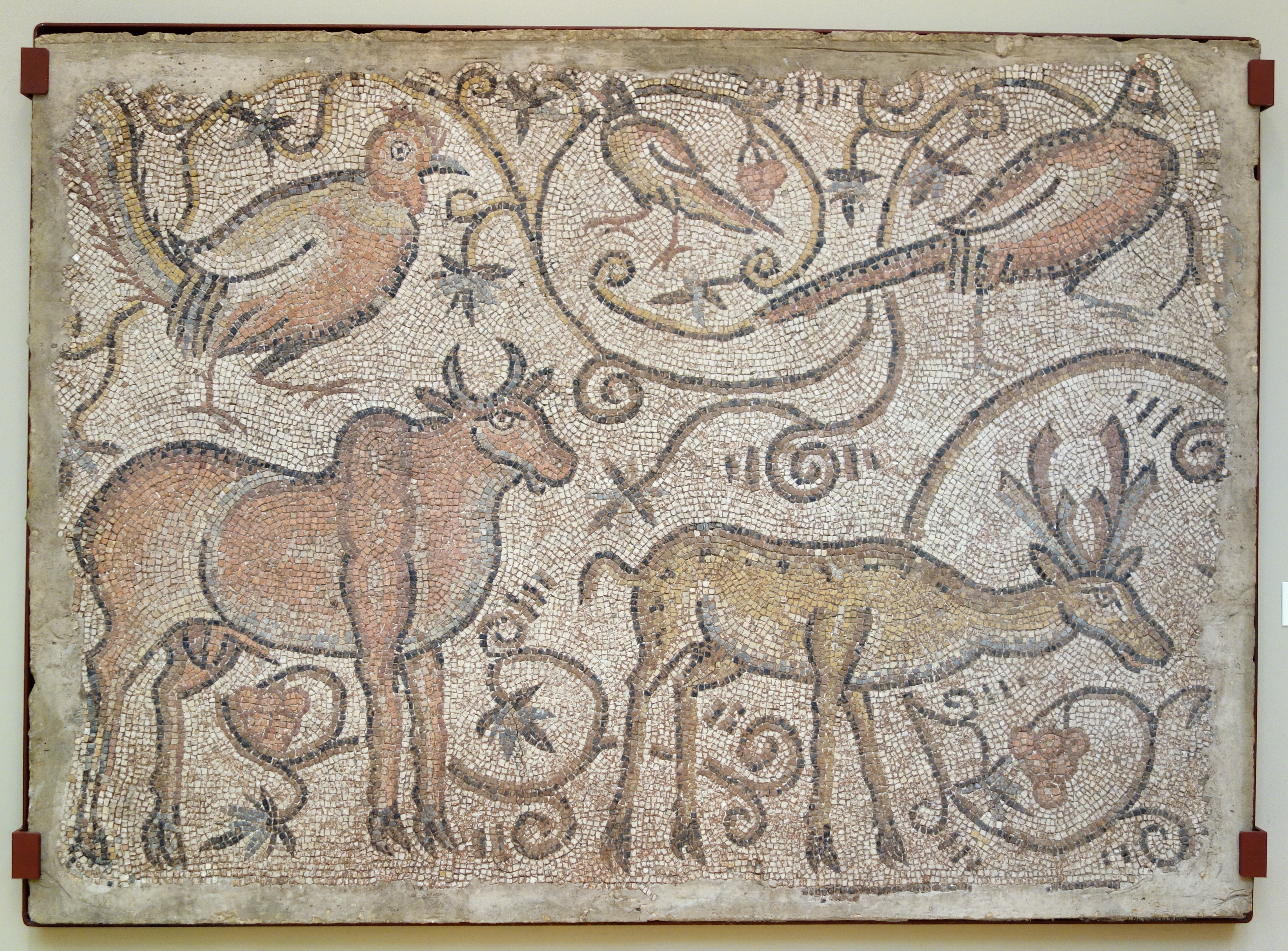
Мозаїка з птахами і тваринами, Хомс, Сирія.
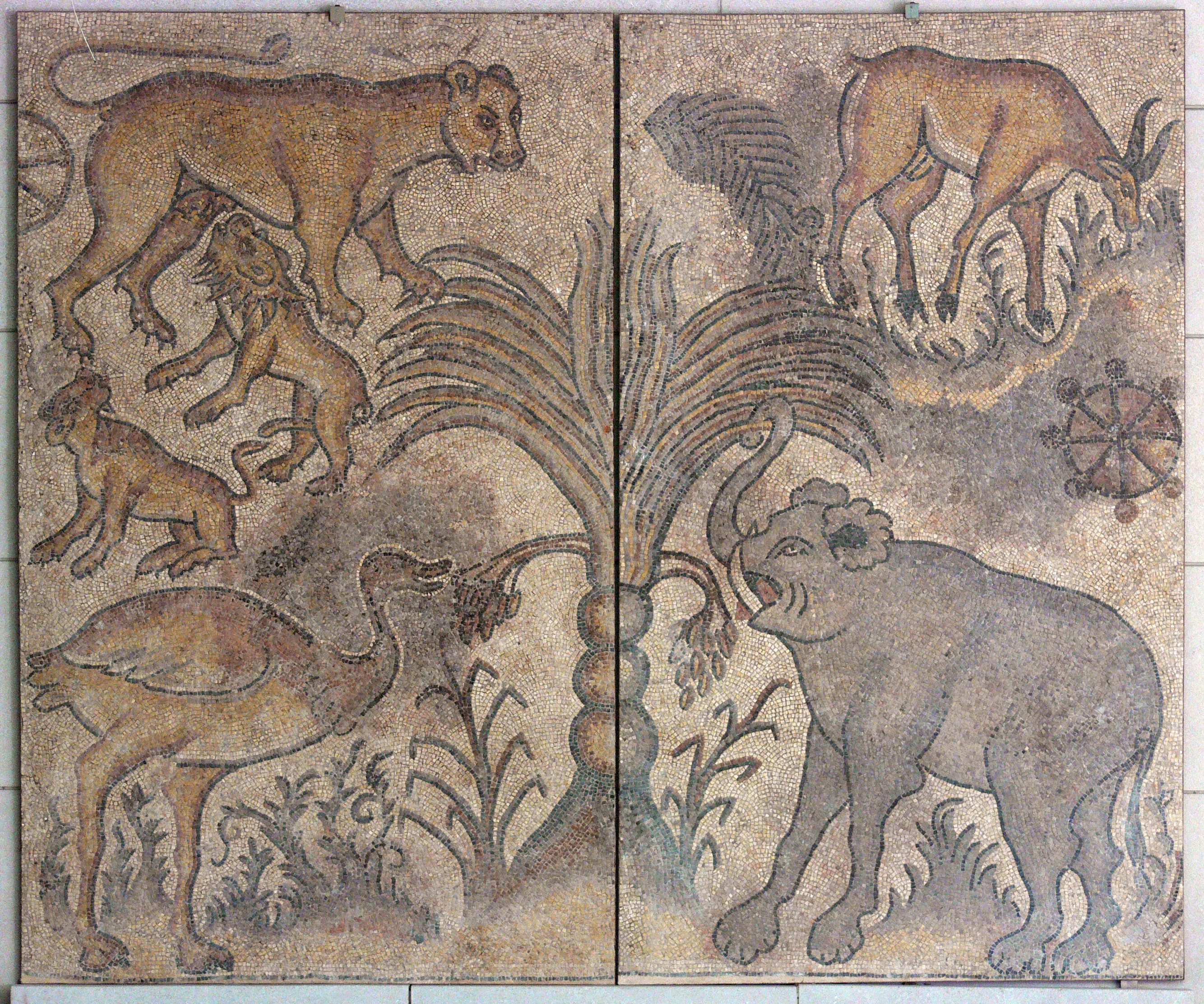
Мозаїка з дикими тваринами Африки.
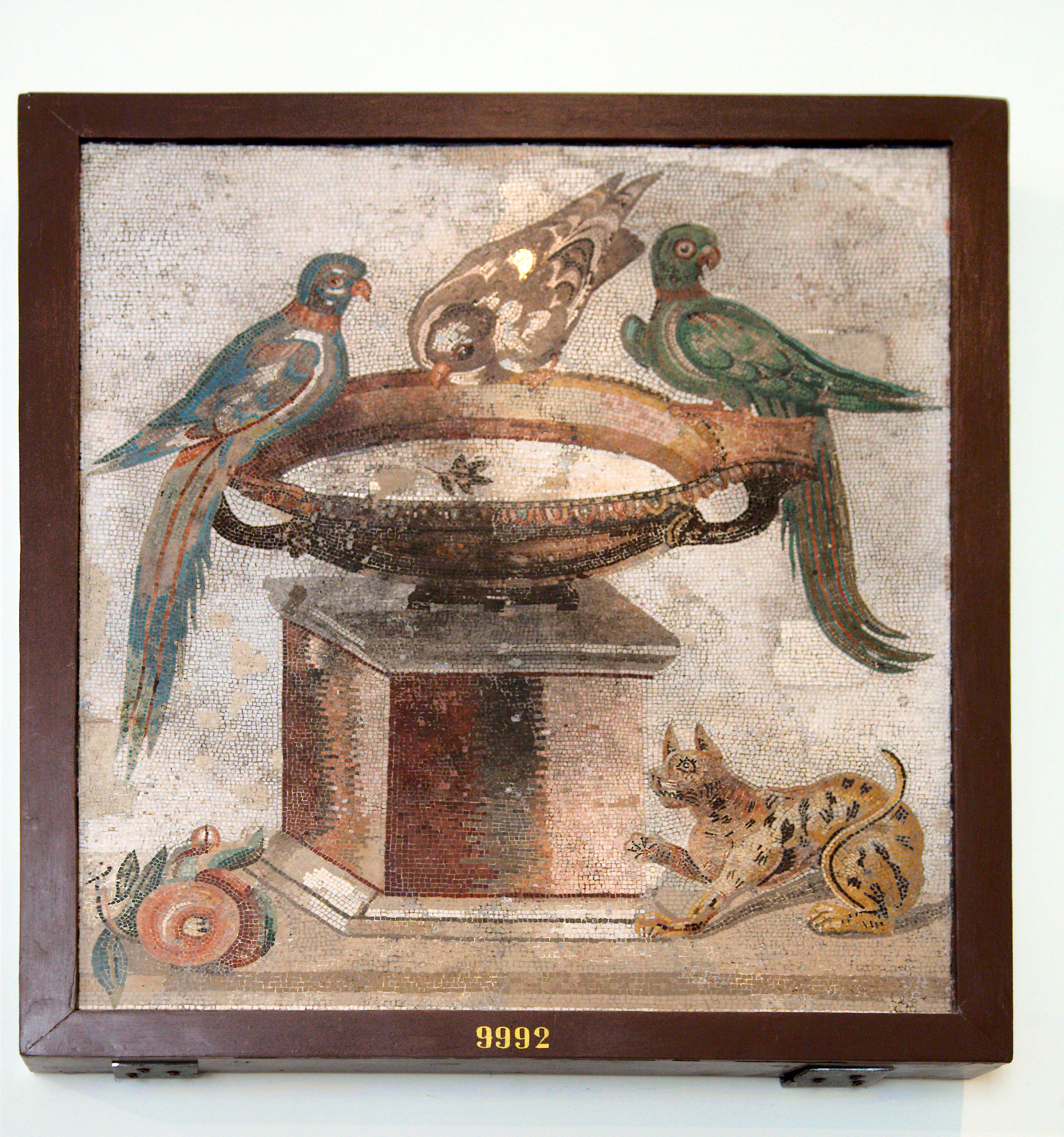
Птахи біля чаші з волою і кішка, Національний археологічний музей (Неаполь).
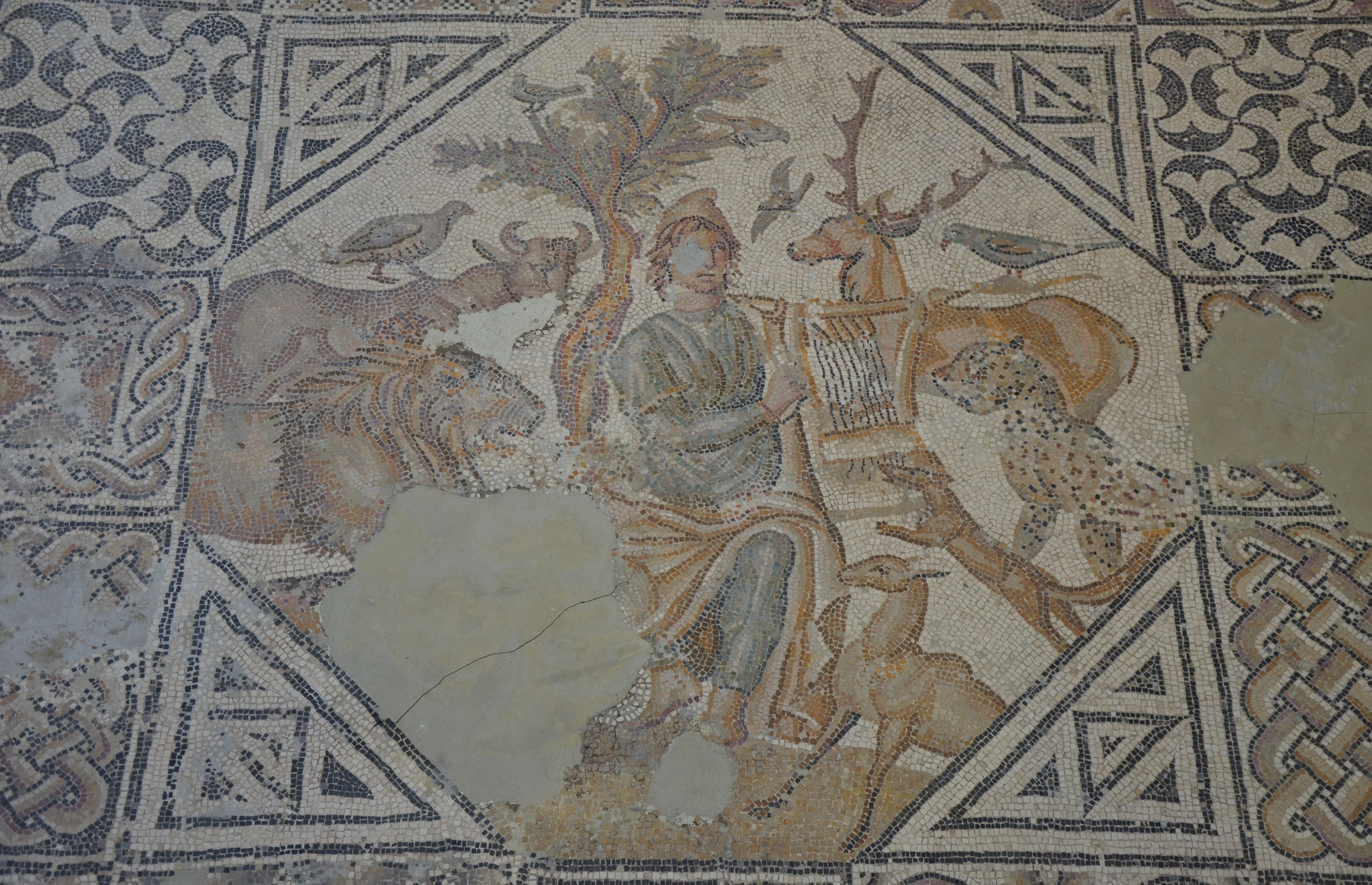
Сюжетна мозаїка «Орфей зачаровує музикою диких тварин», Музей, Арль, Франція.
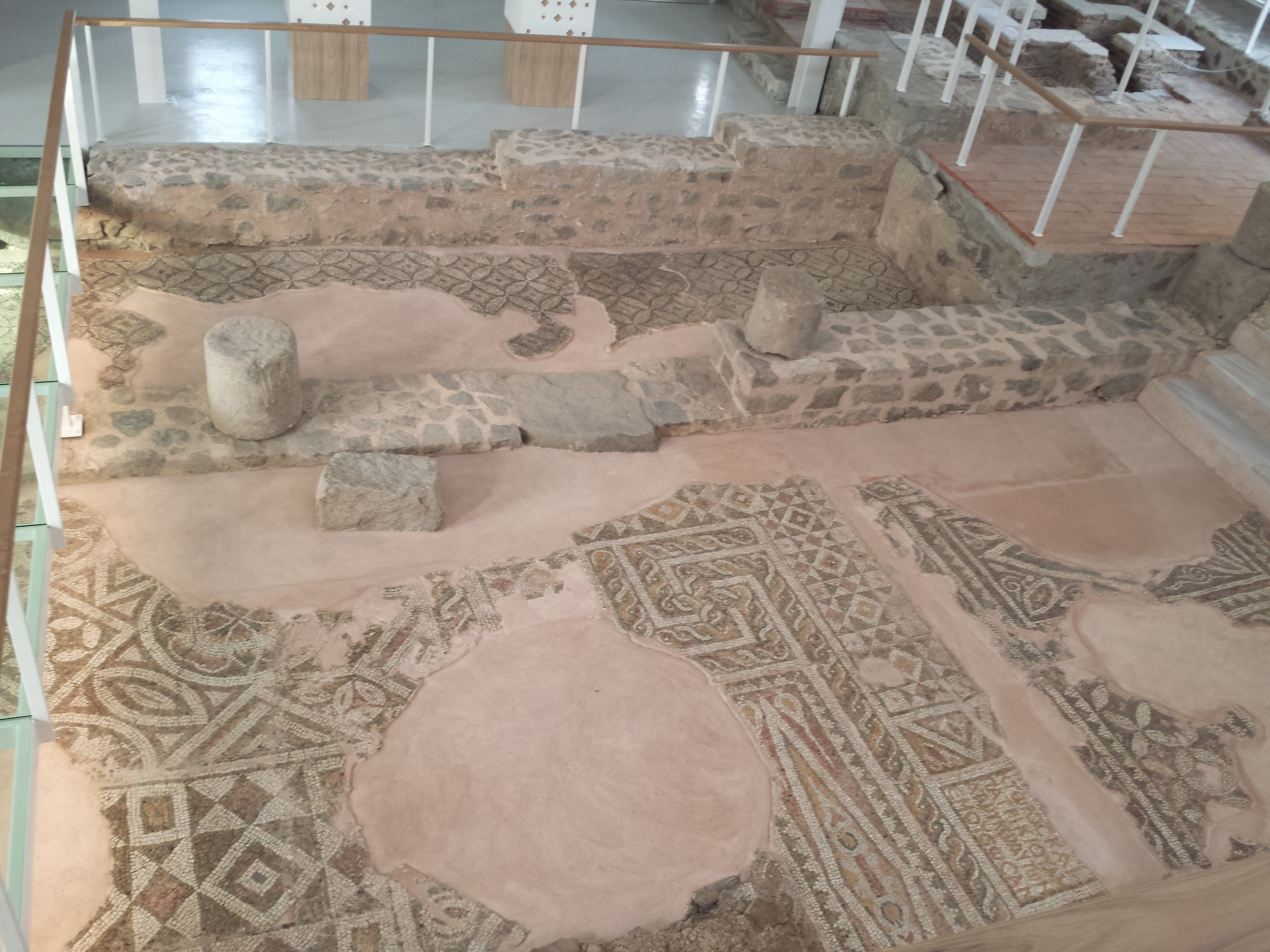
Декоративні мозаїки, так звана Мала Базиліка, Пловдів, Болгарія.
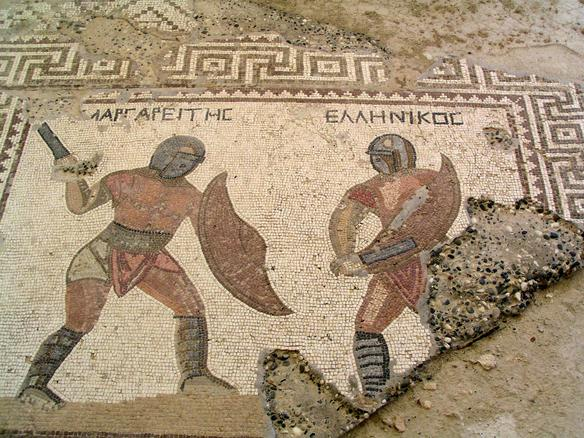
Давньоримська мозаїка з Дому гладіаторів, Куріон, Кіпр.
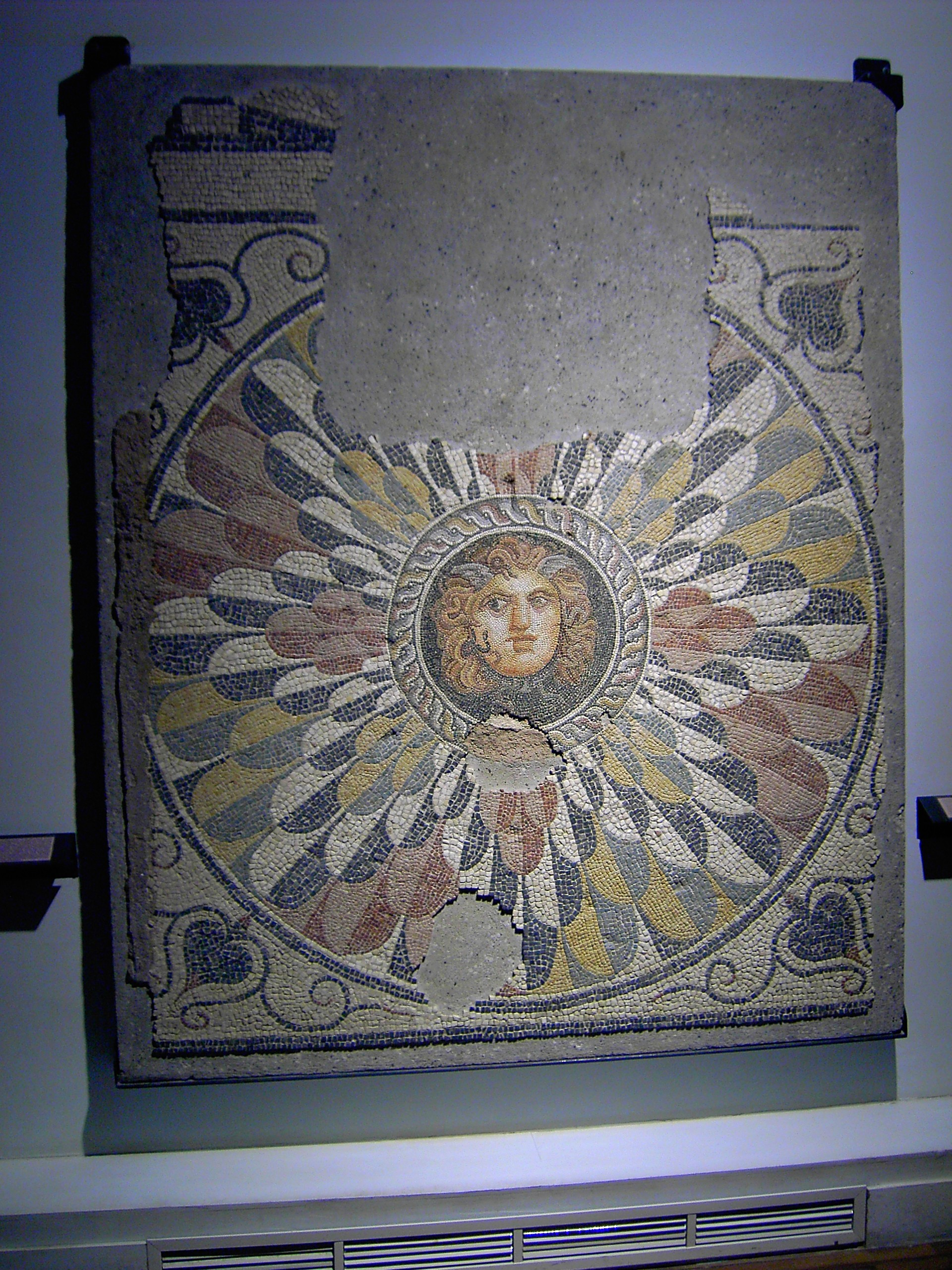
Давньоримська декоративна поліхромна мозаїка, знайдена в театрі Діани, Александрія, Національний музей, Єгипет.
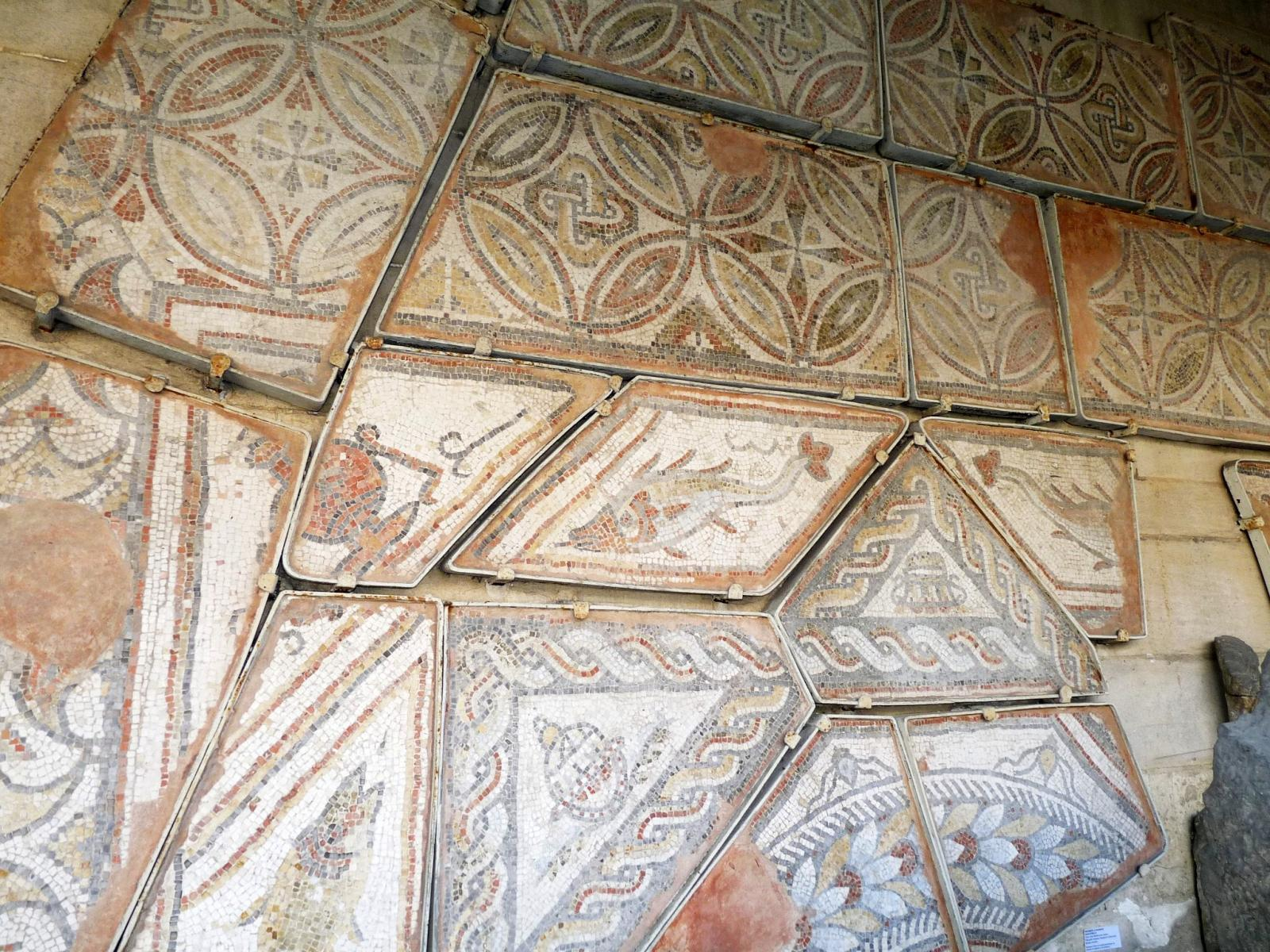
Фрагменти поліхромної мозаїки з вілли Фікьєр, Музей, Шаранта, Франція.
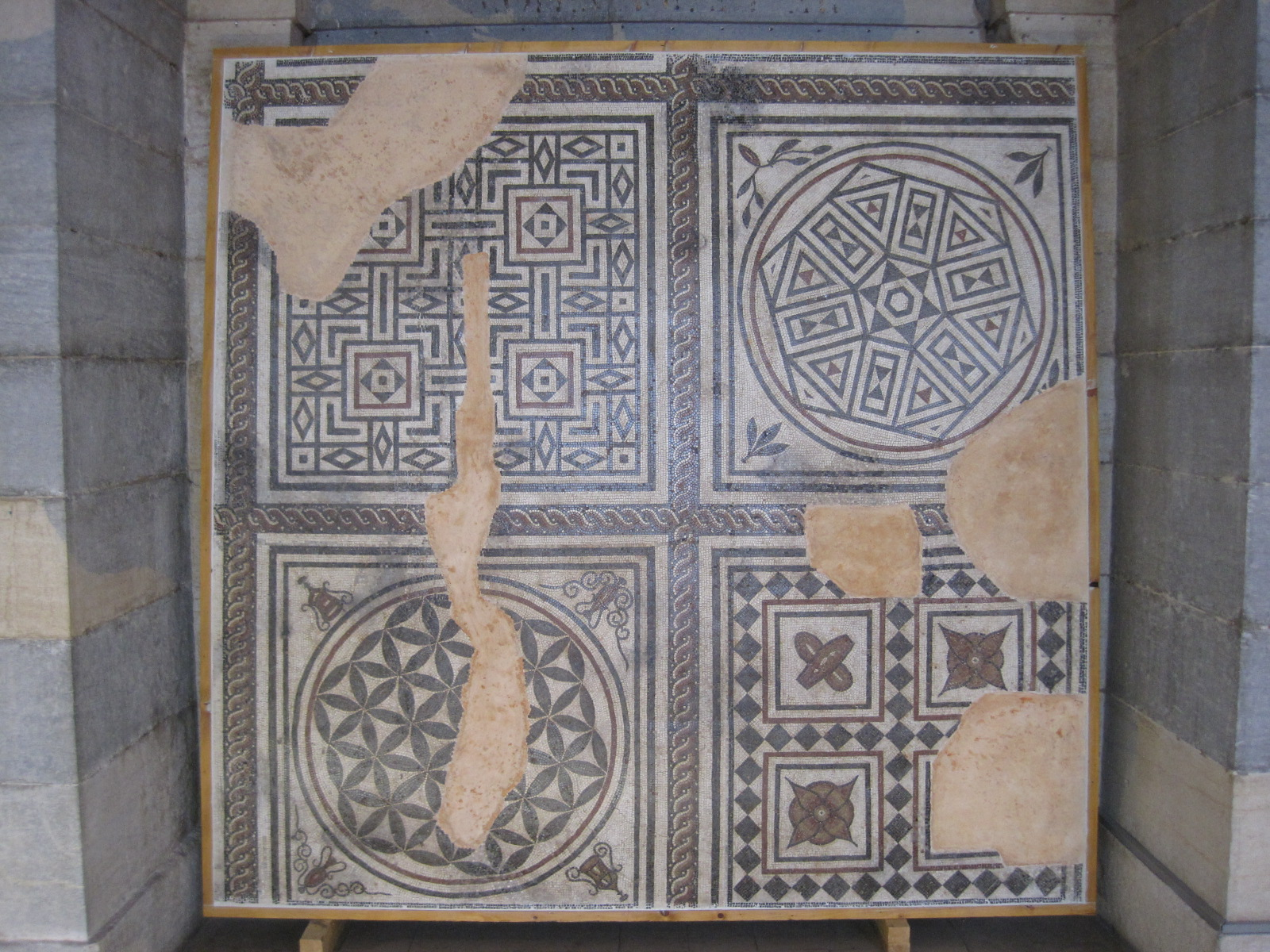
Декоративна мозаїка, Музей красних мистецтв, Безансон, Франція.
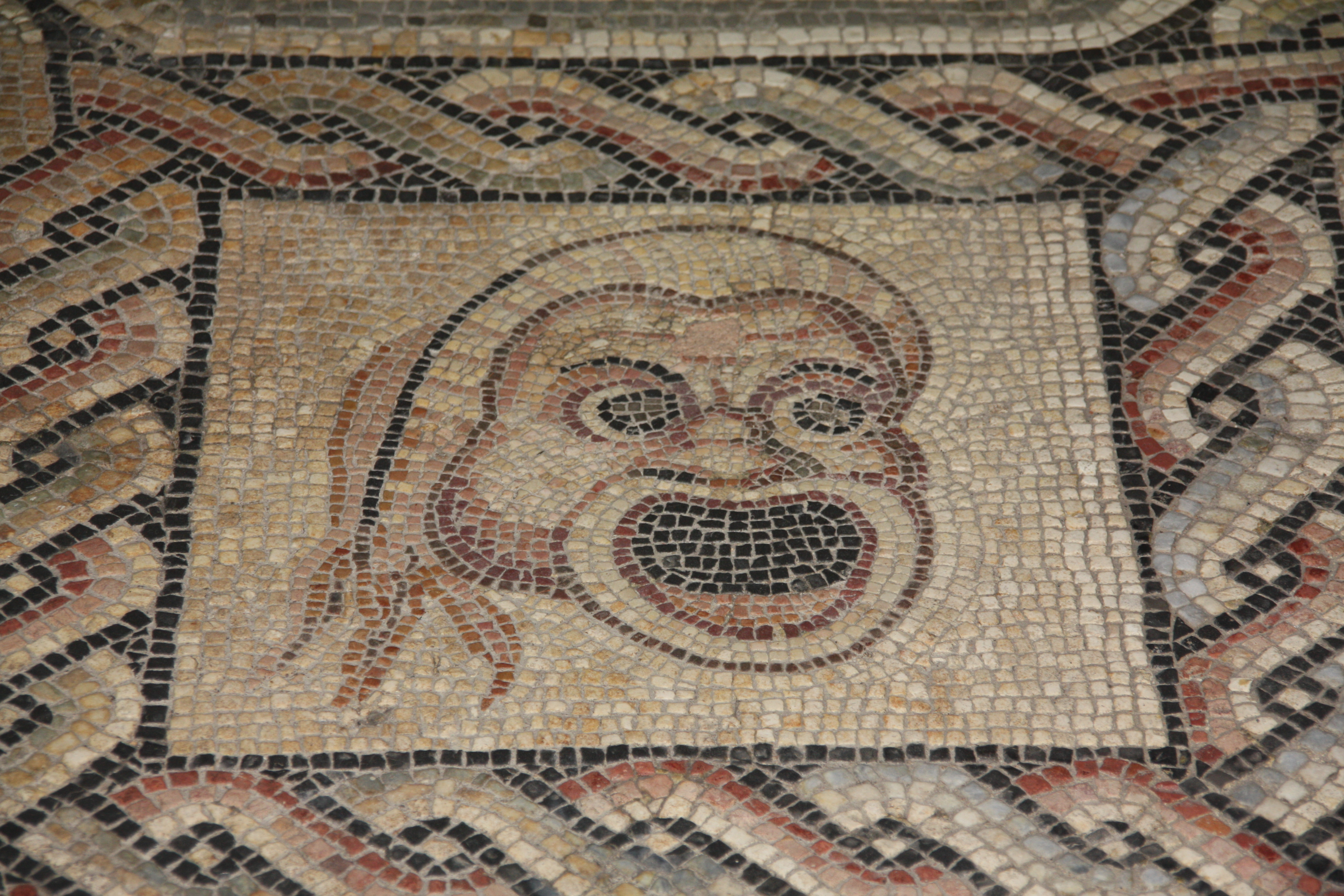
Фрагмент мозаїки з театральною маскою. Археологічний музей Сен-Пьєр, Ізер, Франція.
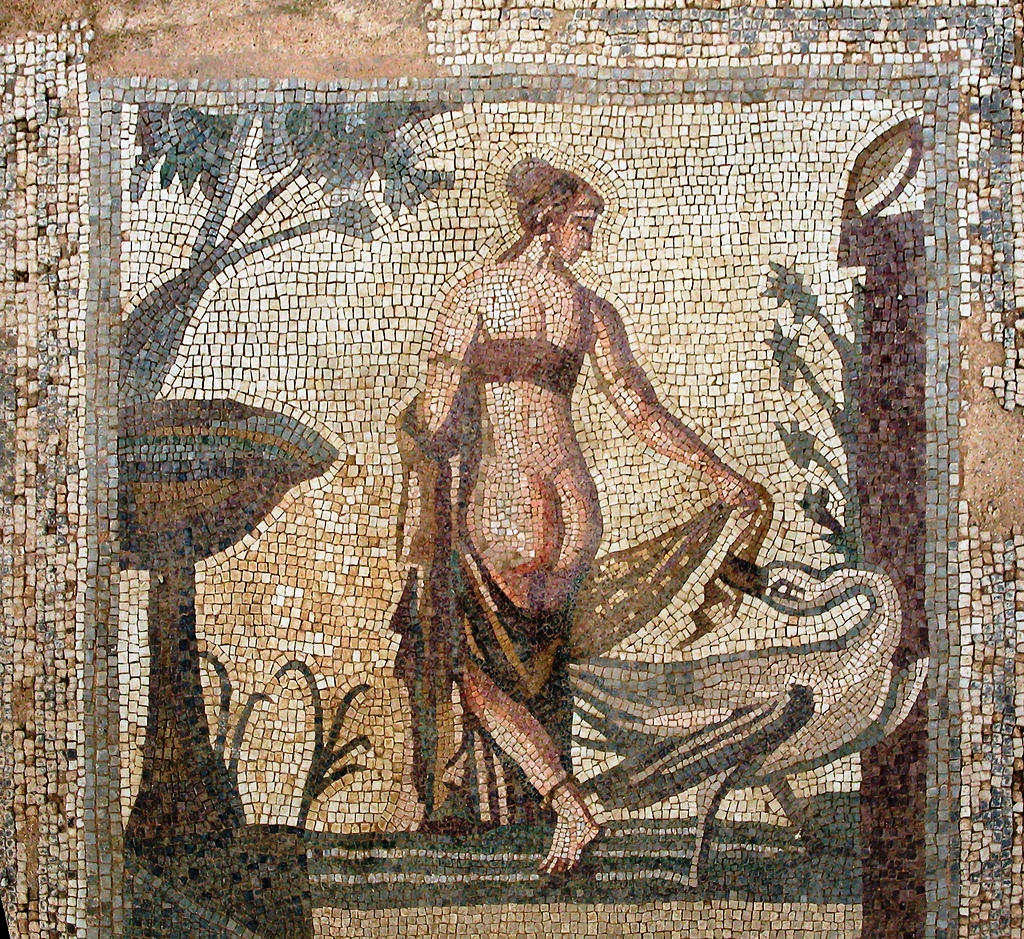
Леда і Лебідь. Музей Кіпра, Нікозія.
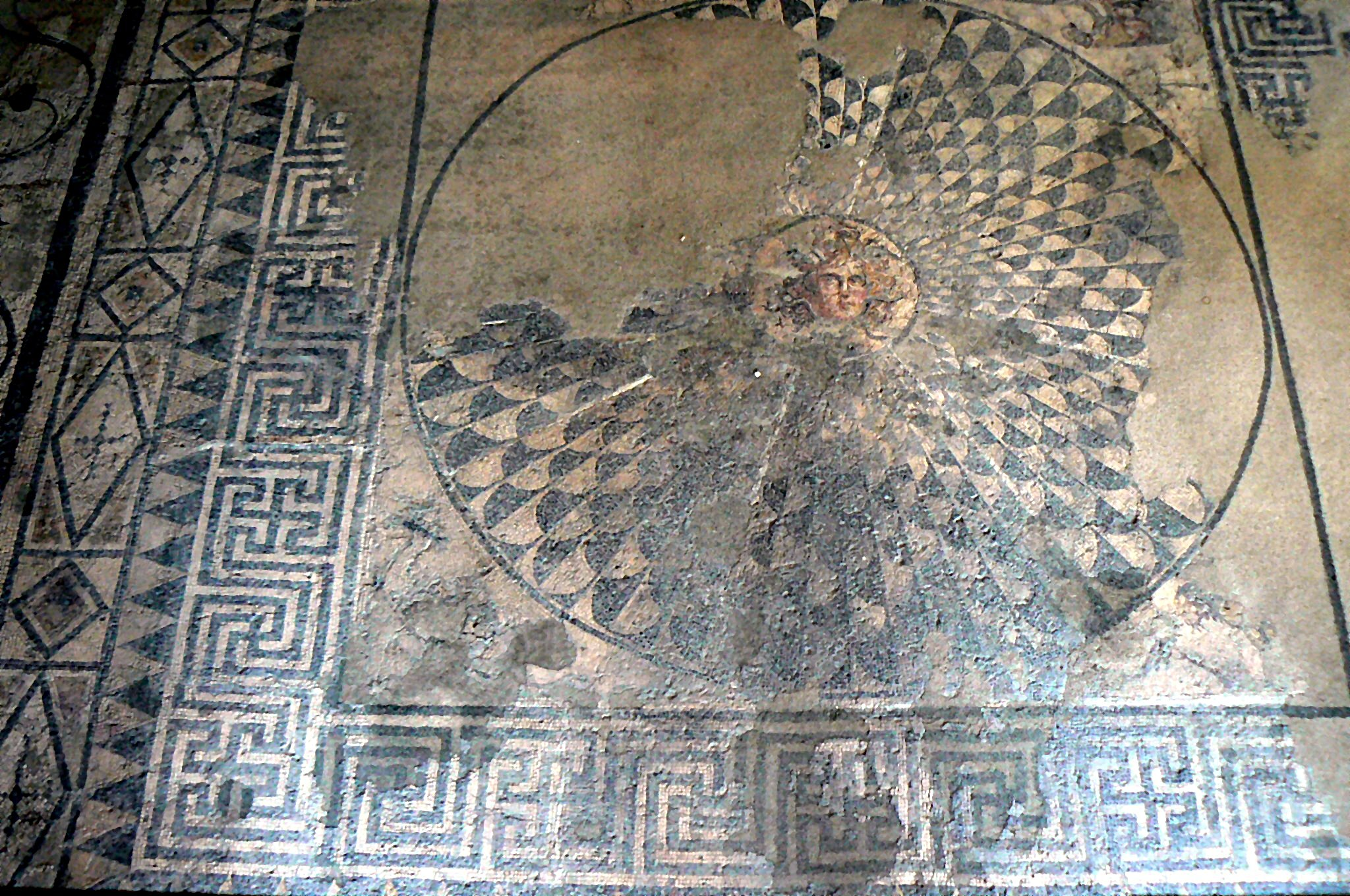
Давньоримська мозаїка декоративна з медальйоном і медузою Горгоною, музей Девня, Болгарія.
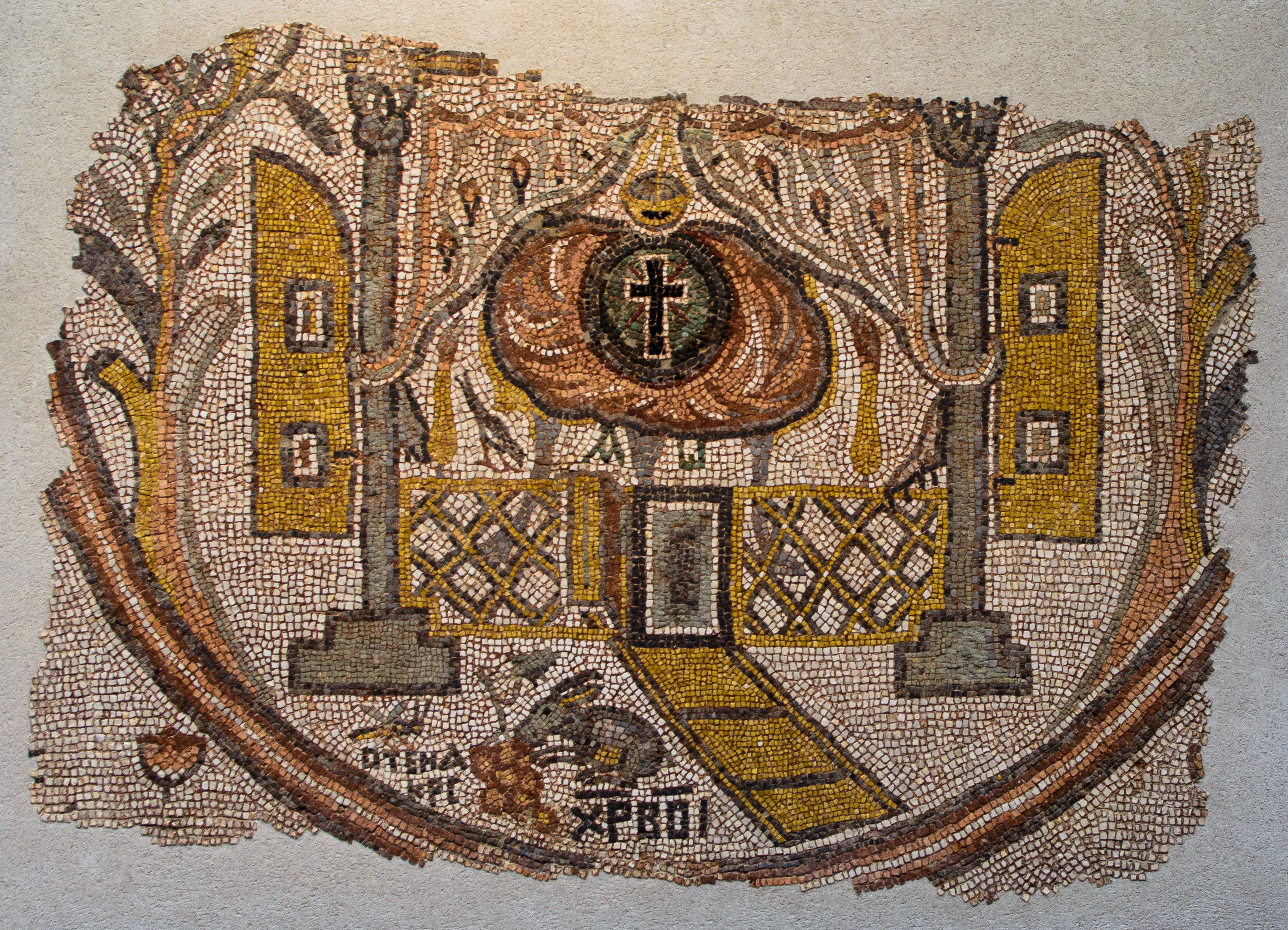
Мозаїка «Вівтар в церкві», Лувр, Париж.
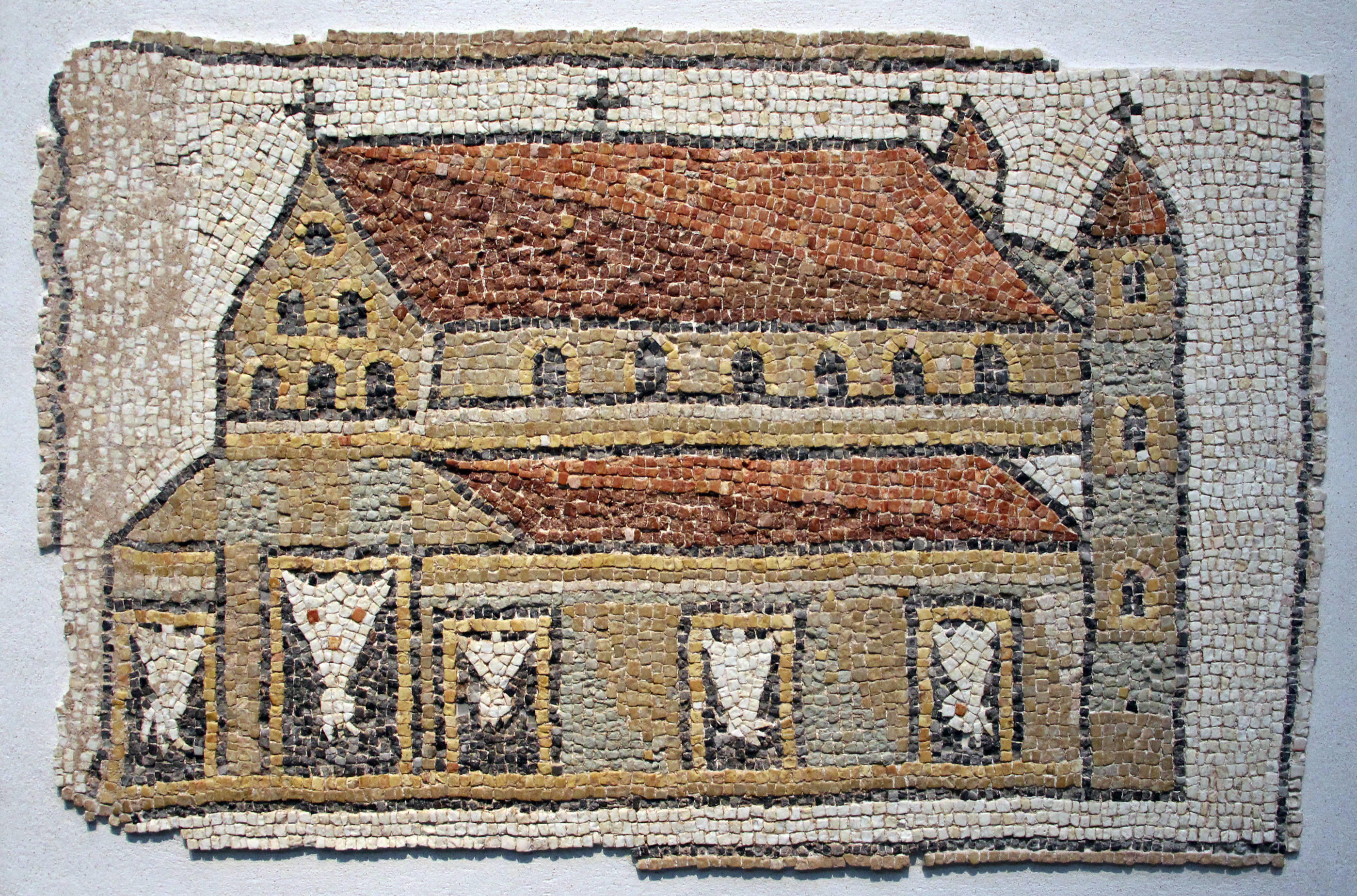
Ранньохристиянська базиліка зі сходу Середземномор'я. 450-ті роки н.е. Лувр, Париж.

## Монументальна мозаїка в радянську епоху
Докладніше: Мозаїки Києва
Докладніше: Мозаїки на проспекті Перемоги
Докладніше: Мозаїки Київського річкового вокзалу
Докладніше: Мозаїки загальноосвітньої школи № 5
У радянські часи в виникла, так звана, «монументальна мозаїка» як окремий, самодостатній вид мистецтва.

Зразок радянської монументальної мозаїки 60-х років XX століття на стіні житлового будинку у місті Алушта
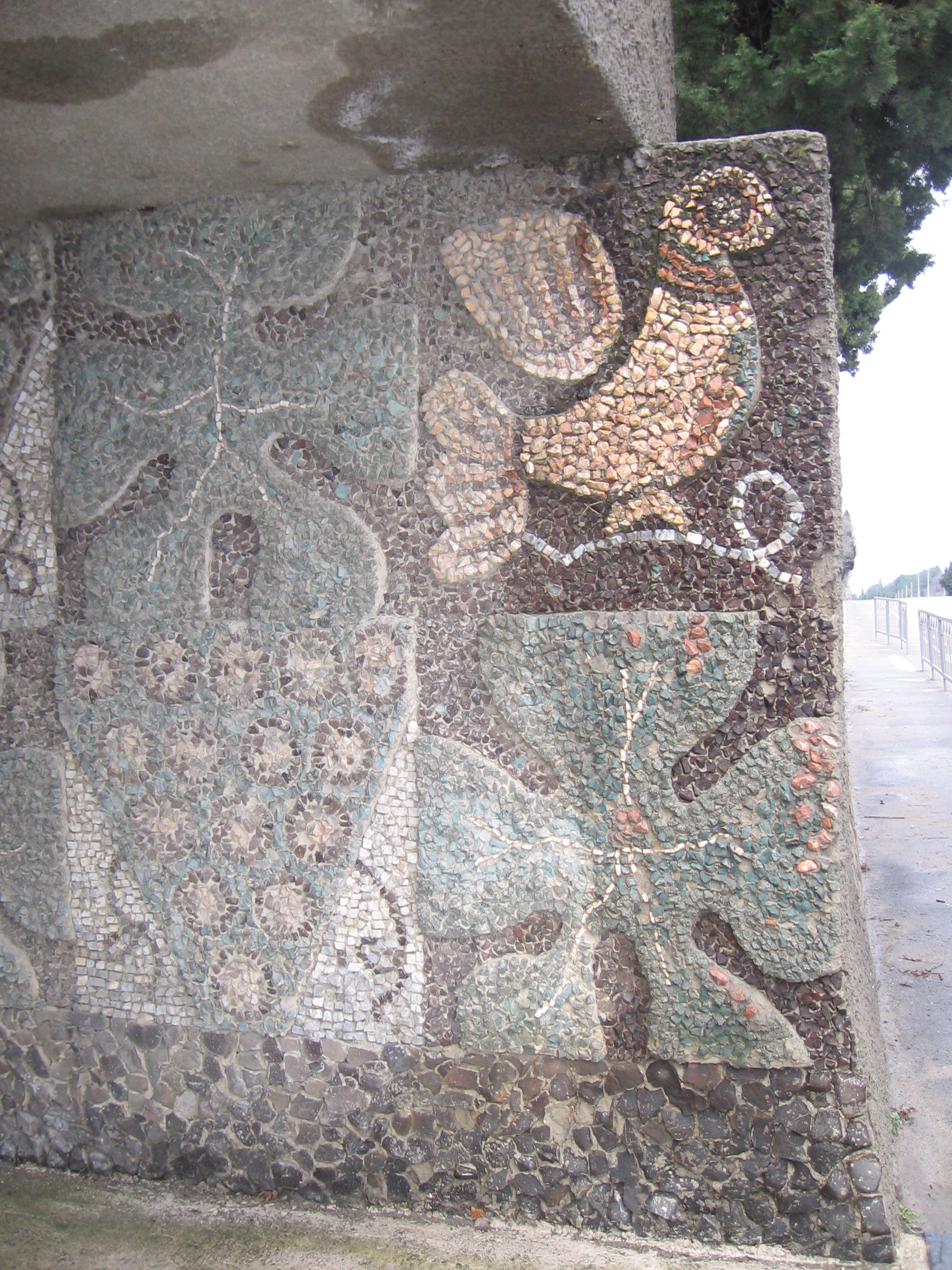
Фрагмент мозаїки, українські народні мотиви. Розпис на трасі «Сімферополь-Ялта», Крим
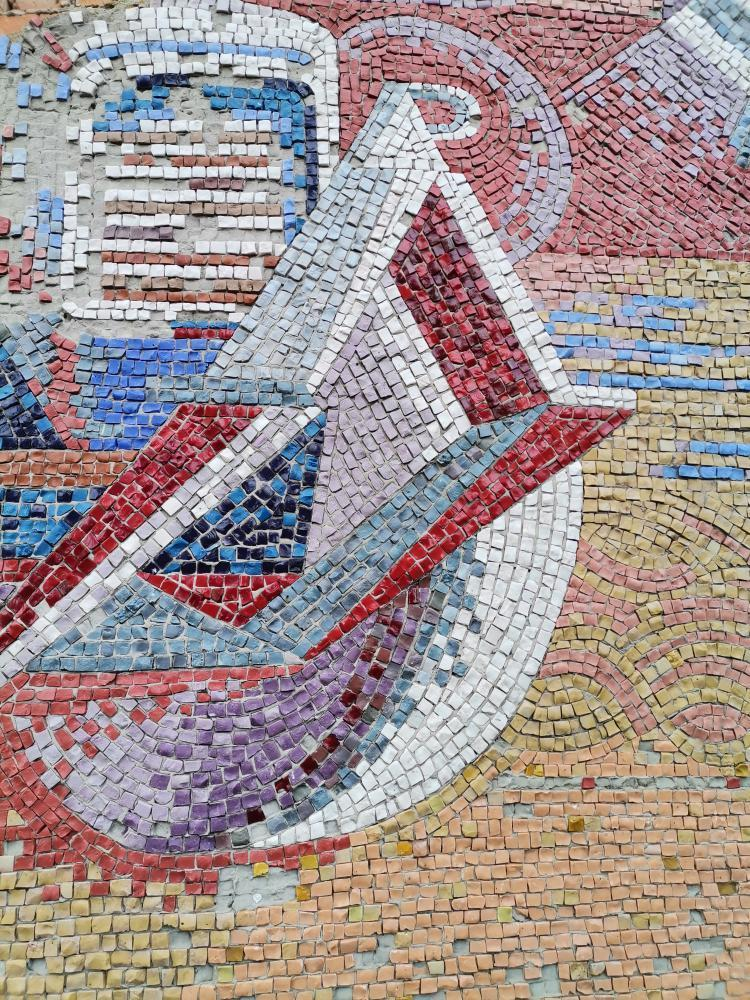
Частина мозаїки у селищі Дослідницьке
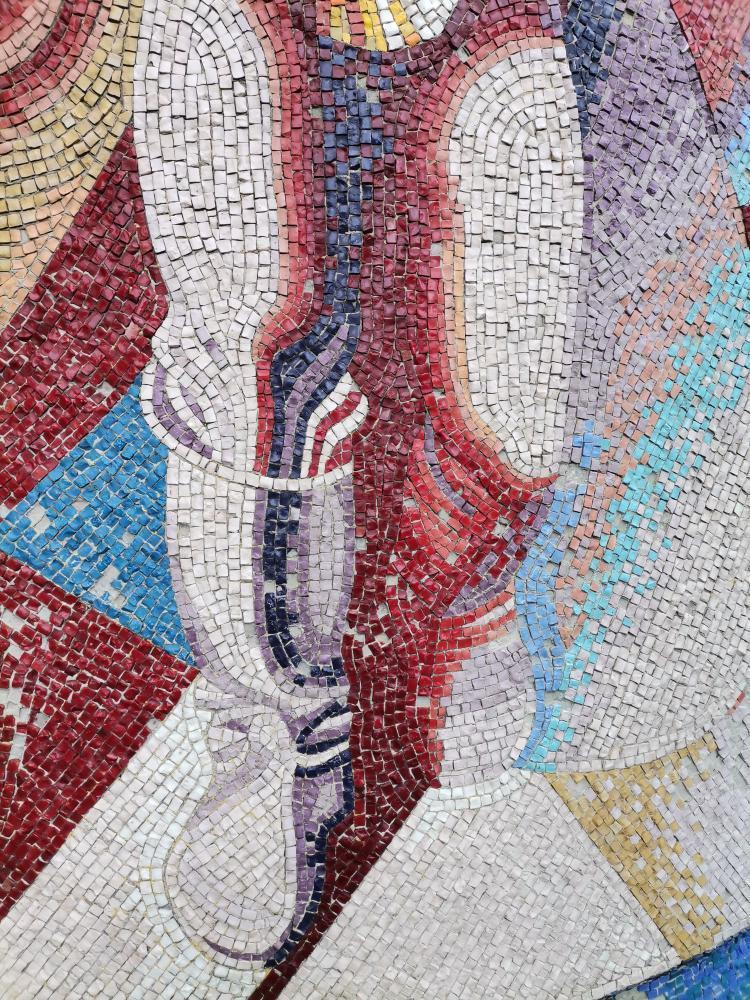
Частина мозаїки у селищі Дослідницьке

Окремим напрямком використання техніки мозаїки в радянську епоху стало застосування її при художньому оформленні автобусних зупинок (див. Автобусні зупинки в Україні)